# Masters de pétanque
Les Masters de Pétanque sont une compétition de pétanque disputée par équipes en triplettes, une des plus relevées au monde à l'heure actuelle. Les plus grands champions tels Philippe Quintais, Christian Fazzino, Philippe Suchaud ou encore Marco Foyot se disputent chaque année depuis 1999 ce titre.

## Histoire
C'est en 1999 que l'idée d'une telle compétition est concrétisée par Denis Naegelen, un ancien tennisman professionnel et son agence Quarterback. Les Masters de Pétanque se déroulent tout au long de l’été en 7 étapes et un Final Four à travers 8 villes de France. Depuis quelques années, des formations nationales y participent régulièrement, notamment celles de Madagascar, d'Italie, d'Espagne et de France.
Depuis 2005, les Masters jeunes sont également organisés. Il s'agit d'une compétition qui se déroulent la veille de chaque étape, visant à promouvoir la pétanque auprès d'un public jeune. Chaque étape des Masters Jeunes se déroule selon le cheminement suivant : une phase de qualification, puis des quarts de finale, des demi-finales et une finale. À l'issue de cette finale, le vainqueur de l'étape est qualifié pour la Grande Finale des Masters Jeunes. 

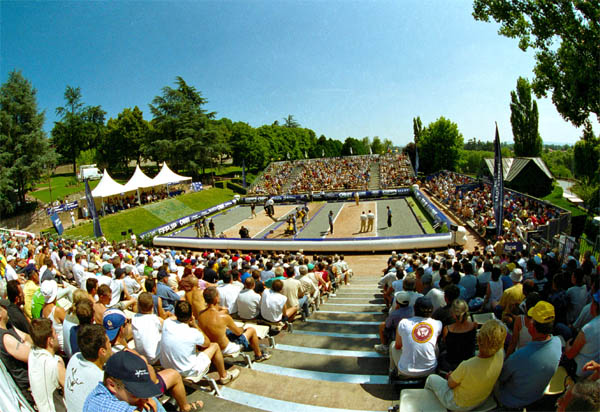
Étape de Saint-Galmier (2002)

## Format
Depuis 2000, les meilleurs joueurs de la saison sont qualifiés pour les Masters sur la base de leur classement annuel. Le leader de ce classement choisit son équipe parmi les trente premiers (ex : Philippe Quintais choisit de jouer avec Henri Lacroix, Philippe Suchaud et Stéphane Robineau), puis le deuxième s'il n'a pas été choisi, et ainsi de suite jusqu'à constituer 4 équipes de 4 joueurs. Chaque formation compte un remplaçant. La cinquième équipe, la Wild Card, est invitée par les organisateurs. À ces 5 équipes viennent s'ajouter des équipes locales, sélections des meilleurs joueurs de la région d'accueil de chaque étape.
La nouveauté 2009 est l'apparition de deux sélections étrangères, l'Arménie et la Thaïlande. D'autres sélections étrangères participent depuis à la compétition dont Madagascar qui devient, après sa victoire à Istres en 2014, la première sélection étrangère à s'imposer lors des Masters de Pétanque.
Ces 8 équipes s'affrontent en 1/4 de finale (tableau tiré au sort au préalable), puis en 1/2 finale et en finale. Chaque étape permet aux équipes de marquer des points selon le barème suivant :
|             | Vainqueur | Finaliste | Demi-finaliste | Vainqueur barrage | Perdant barrage | Tir de précision                              | Quart de finaliste |
| ----------- | --------- | --------- | -------------- | ----------------- | --------------- | --------------------------------------------- | ------------------ |
| 2002        | 10        | 7         | 3              | -                 | -               | -                                             | 1                  |
| 2003 à 2006 | 10        | 7         | 4              | -                 | -               | -                                             | 1                  |
| 2007        | 10        | 7         | 4              | 2                 | 1               | -                                             | -                  |
| 2008 - 2009 | 10        | 7         | 5              | 2                 | 0               | -                                             | -                  |
| 2010 à 2014 | 10        | 7         | 5              | -                 | -               | 3 pour le 1er, 2 pour le 2eme, 1 pour le 3eme | -                  |
| Depuis 2015 | 10        | 7         | 5              | 2                 | 0               | -                                             | -                  |

Entre les éditions 2010 et 2014, les points de barrage sont acquis par un concours de tir incluant les équipes ayant perdu leur quart.
Depuis 2004, le classement à l'issue des étapes donne le nom des 4 équipes qualifiées pour le final four, grande finale et événement de clôture des Masters de Pétanque.

## Palmarès[MP 2]
| 2000 | Didier Choupay    | Michel Loy                  | Eric Sirot                 |                          |
| 2001 | Christophe Hureau | Damien Hureau               | Julien Lamour              | Patrick Vilfroy          |
| 2002 | Christian Fazzino | Daniel Voisin               | Philippe Suchaud           | Frédéric Perrin          |
| 2003 | Philippe Quintais | Philippe Suchaud            | Henri Lacroix              | Jean-Pierre Albentosa    |
| 2004 | Bruno Rocher      | Damien Hureau               | Julien Lamour              | Bruno Le Boursicaud      |
| 2005 | Christian Fazzino | Jean-Marc Foyot             | Pascal Milei               | Zvonko Radnic            |
| 2006 | Kévin Malbec      | Michel Loy                  | Eric Sirot                 | Charles Weibel           |
| 2007 | Henri Lacroix     | Frédéric Perrin             | Philippe Quintais          | Philippe Suchaud         |
| 2008 | Jean-Marc Foyot   | Eric Bartoli                | Michel Schatz              | Richard Bettoni          |
| 2009 | Zvonko Radnic     | Maison Durk                 | Bruno Le Boursicaud        | Jean-Michel Puccinelli   |
| 2010 | Philippe Quintais | Henri Lacroix               | Philippe Suchaud           | Simon Cortes             |
| 2011 | Michel Loy        | Kévin Malbec                | Jean-Michel Puccinelli     | Dylan Rocher             |
| 2012 | Henri Lacroix     | Bruno Le Boursicaud         | Dylan Rocher               | Philippe Suchaud         |
| 2013 | Christian Fazzino | Damien Hureau               | Philippe Quintais          | Philippe Suchaud         |
| 2014 | Zoel Alhenj       | Lahatraina Randriamanantany | Fanirisoa Randrianatoandro | Frédéric Rakotoariniaina |
| 2015 | Emmanuel Lucien   | Philippe Quintais           | Philippe Suchaud           | Charles Weibel           |
| 2016 | Henri Lacroix     | Bruno Le Boursicaud         | Dylan Rocher               | Philippe Suchaud         |
| 2017 | Christian Fazzino | Diego Rizzi                 | Christian Andriantseheno   | Charles Weibel           |
| 2018 | Ludovic Montoro   | Maison Durk                 | Jean-Michel Puccinelli     | Michel Hatchadourian     |
| 2019 | Ludovic Montoro   | Stéphane Robineau           | Christophe Sarrio          | Mickaël Bonetto          |
| 2021 | Christian Fazzino | Mickaël Bonetto             | Jérémy Fernandez           | David Riviera            |
| 2022 | Diego Rizzi       | Alessio Cocciolo            | Andrea Chiapello           | Florian Cometto          |
| 2023 | Diego Rizzi       | Dylan Rocher                | Jean Feltain               | Stéphane Robineau        |

## Records

### Nombre de victoires
Après l'édition 2023
|    | Joueur                 | Victoires | Finaliste | 1/2 finaliste | Années des victoires                           |
| -- | ---------------------- | --------- | --------- | ------------- | ---------------------------------------------- |
| 1  | Philippe Suchaud       | 8         | 4         | 6             | 2002, 2003, 2007, 2010, 2012, 2013, 2015, 2016 |
| 2  | Philippe Quintais      | 5         | 4         | 8             | 2003, 2007, 2010, 2013, 2015                   |
| 3  | Christian Fazzino      | 5         | 3         | 4             | 2002, 2005, 2013, 2017, 2021                   |
| 4  | Henri Lacroix          | 5         | 1         | 5             | 2003, 2007, 2010, 2012, 2016                   |
| 5  | Dylan Rocher           | 4         | 2         | 8             | 2011, 2012, 2016, 2023                         |
| 6  | Bruno Le Boursicaud    | 4         | 2         | 4             | 2004, 2009, 2012, 2016                         |
| 7  | Michel Loy             | 3         | 3         | 3             | 2000, 2006, 2011                               |
| 8  | Damien Hureau          | 3         | 2         | 8             | 2001, 2004, 2013                               |
| 9  | Charles Weibel         | 3         | 1         | 3             | 2006, 2015, 2017                               |
| 10 | Jean-Michel Puccinelli | 3         | 1         | 1             | 2009, 2011, 2018                               |

### Nombre de participations au Final Four
Depuis l'apparition du Final Four en 2004, et jusqu'à l'édition 2023
|    | Joueur              | Nombre | Années                                                                                         |
| -- | ------------------- | ------ | ---------------------------------------------------------------------------------------------- |
| 1  | Philippe Suchaud    | 16     | 2004, 2006, 2007, 2008, 2009, 2010, 2012, 2013, 2014, 2015, 2016, 2017, 2018, 2019, 2021, 2023 |
| 2  | Philippe Quintais   | 15     | 2004, 2006, 2007, 2008, 2009, 2010, 2012, 2013, 2014, 2015, 2016, 2017, 2018, 2019, 2021       |
| 3  | Dylan Rocher        | 14     | 2007, 2009, 2011, 2012, 2013, 2014, 2015, 2016, 2017, 2018, 2019, 2021, 2022, 2023             |
| 4  | Damien Hureau       | 12     | 2004, 2005, 2006, 2007, 2008, 2010, 2013, 2014, 2015, 2016, 2017, 2018                         |
| 5  | Stéphane Robineau   | 11     | 2007, 2009, 2011, 2014, 2015, 2016, 2017, 2019, 2021, 2022, 2023                               |
| 6  | Henri Lacroix       | 10     | 2004, 2006, 2007, 2008, 2009, 2012, 2016, 2017, 2018, 2022                                     |
|    | Bruno Le Boursicaud | 10     | 2004, 2005, 2006, 2007, 2009, 2010, 2012, 2016, 2021, 2023                                     |
| 8  | Christian Fazzino   | 9      | 2004, 2005, 2009, 2013, 2014, 2016, 2017, 2018, 2021                                           |
|    | Christophe Sarrio   | 9      | 2009, 2011, 2013, 2014, 2018, 2019, 2021, 2022, 2023                                           |
| 10 | Charles Weibel      | 7      | 2004, 2005, 2006, 2012, 2015, 2016, 2017                                                       |
|    | Kévin Malbec        | 7      | 2006, 2011, 2013, 2014, 2015, 2021, 2022                                                       |

## Bilans des principaux joueurs
Joueurs ayant remporté au moins 2 victoires finales.
|                        | 00 | 01 | 02 | 03 | 04  | 05  | 06  | 07  | 08  | 09  | 10  | 11 | 12  | 13  | 14  | 15  | 16  | 17  | 18  | 19  | 21  | 22  | 23  |
| ---------------------- | -- | -- | -- | -- | --- | --- | --- | --- | --- | --- | --- | -- | --- | --- | --- | --- | --- | --- | --- | --- | --- | --- | --- |
| Mickaël Bonetto        |    | -  | -  | -  | -   | -   | -   | -   | -   | -   | -   | -  | -   | -   | -   | -   | -   | -   | -   | V   | V   | 1/2 | 1/2 |
| Maison Durk            |    | -  | -  | -  | -   | -   | -   | -   | -   | V   | F   | -  | -   | -   | -   | -   | 5   | -   | V   | 1/2 | 5   | -   | 7   |
| Christian Fazzino      |    | 2  | V  | 4  | F   | V   | 5   | -   | -   | 1/2 | 5   | 5  | 5   | V   | 1/2 | 7   | F   | V   | 1/2 | 7   | V   | -   | -   |
| Jean-Marc Foyot        |    | 3  | 3  | 6  | 5   | V   | 5   | 6   | V   | 7   | -   | -  | 5   | 7   | -   | -   | -   | -   | -   | -   | -   | -   | -   |
| Damien Hureau          |    | V  | 5  | 5  | V   | 1/2 | 1/2 | F   | 1/2 | -   | 1/2 | -  | -   | V   | 1/2 | 1/2 | 1/2 | F   | 1/2 | 6   | -   | 5   | -   |
| Henri Lacroix          |    | -  | 7  | V  | 1/2 | 5   | 1/2 | V   | F   | 1/2 | V   | 5  | V   | -   | -   | -   | V   | 1/2 | 1/2 | -   | 6   | F   | 7   |
| Julien Lamour          |    | V  | 5  | 3  | V   | 1/2 | 1/2 | F   | 1/2 | -   | -   | -  | -   | -   | -   | -   | -   | -   | -   | 6   | -   | -   | -   |
| Bruno Le Boursicaud    |    | -  | -  | 3  | V   | 1/2 | 1/2 | 1/2 | -   | V   | F   | 5  | V   | -   | -   | -   | V   | -   | -   | -   | F   | -   | 1/2 |
| Michel Loy             | V  | -  | 2  | 2  | 1/2 | 1/2 | V   | 5   | 5   | -   | 1/2 | V  | -   | -   | -   | -   | -   | F   | 6   | -   | -   | -   | -   |
| Kévin Malbec           |    | -  | -  | -  | -   | -   | V   | 5   | 7   | -   | 7   | V  | 6   | 1/2 | 1/2 | 1/2 | -   | 5   | 5   | -   | F   | 1/2 | -   |
| Ludovic Montoro        |    | -  | -  | -  | -   | -   | -   | -   | -   | 1/2 | -   | -  | -   | -   | -   | -   | -   | 1/2 | V   | V   | F   | 1/2 | -   |
| Frédéric Perrin        |    | -  | V  | 4  | -   | -   | -   | V   | F   | 6   | 7   | -  | -   | -   | -   | -   | -   | -   | -   | -   | -   | -   | -   |
| Jean-Michel Puccinelli |    | -  | -  | -  | -   | -   | -   | 6   | 5   | V   | F   | V  | -   | 5   | -   | -   | 7   | -   | V   | 1/2 | 5   | 1/2 | -   |
| Philippe Quintais      |    | 5  | 4  | V  | 1/2 | 5   | 1/2 | V   | F   | 1/2 | V   | 5  | F   | V   | 1/2 | V   | 1/2 | F   | 1/2 | F   | 1/2 | 5   | -   |
| Zvonko Radnic          |    | -  | -  | -  | 5   | V   | 5   | 6   | 5   | V   | F   | -  | 1/2 | 5   | 5   | -   | -   | -   | -   | -   | -   | -   | -   |
| Diego Rizzi            |    | -  | -  | -  | -   | -   | -   | -   | -   | -   | -   | -  | -   | -   | 7   | -   | 1/2 | V   | 7   | 5   | 1/2 | V   | V   |
| Stéphane Robineau      |    | -  | -  | -  | 7   | -   | -   | 1/2 | 6   | 1/2 | 7   | F  | -   | 7   | 1/2 | 1/2 | F   | 1/2 | 5   | V   | 1/2 | F   | V   |
| Dylan Rocher           |    | -  | -  | -  | -   | -   | -   | 1/2 | 6   | 1/2 | 5   | V  | V   | 1/2 | 1/2 | 1/2 | V   | 1/2 | 1/2 | F   | 1/2 | F   | V   |
| Eric Sirot             | V  | -  | 2  | 2  | 1/2 | 1/2 | V   | 5   | 7   | -   | -   | -  | -   | -   | -   | -   | -   | -   | -   | -   | -   | -   | -   |
| Philippe Suchaud       |    | 2  | V  | V  | 1/2 | 5   | 1/2 | V   | F   | 1/2 | V   | 5  | V   | V   | 1/2 | V   | V   | F   | 1/2 | F   | 1/2 | 5   | 1/2 |
| Charles Weibel         |    | 6  | -  | -  | F   | 1/2 | V   | 5   | 5   | -   | -   | -  | 1/2 | -   | -   | V   | 1/2 | V   | 7   | -   | -   | -   | -   |
|                        | 00 | 01 | 02 | 03 | 04  | 05  | 06  | 07  | 08  | 09  | 10  | 11 | 12  | 13  | 14  | 15  | 16  | 17  | 18  | 19  | 21  | 22  | 23  |

## Édition 2001[PM 1]
|         | Date       | Lieu                | Vainqueurs                                              |
| ------- | ---------- | ------------------- | ------------------------------------------------------- |
| Etape 1 |            | Chalon-sur-Saône    | Équipe Hureau                                           |
| Etape 2 | 13/07/2001 | Serre Chevalier     | Christian Fazzino - Philippe Suchaud - Daniel Voisin    |
| Etape 3 | 19/07/2001 | Hyères              | Romain Scultore - Farid Bekrar - Jean-François Duchemin |
| Etape 4 | 26/07/2001 | Saint-Raphaël (Var) | Damien Hureau - Julien Lamour - Patrick Vilfroy         |
| Etape 5 | 03/08/2001 | Pornichet           | Philippe Suchaud - Daniel Voisin - Raphaël Rypen        |
| Etape 6 | 10/08/2001 | Millau              | Équipe Fazzino                                          |
| Etape 7 | 17/08/2001 | Béziers             | Christian Fazzino - Philippe Suchaud - Daniel Voisin    |
| Etape 8 | 21/08/2001 | Palavas-les-Flots   | Jean-Marc Foyot - Joseph Farré - Michel Schatz          |

|   | Équipes | Total | Étape 1 | Étape 2 | Étape 3 | Étape 4 | Étape 5 | Etape 6 | Etape 7 | Etape 8 |
| - | --- | ----- | ------- | ------- | ------- | ------- | ------- | ------- | ------- | ------- |
| 1 | Équipe Hureau Damien Hureau - Christophe Hureau - Patrick Vilfroy - Julien Lamour                               | 52    | 10      | 7       | 1       | 10      | 7       | 3       | 7       | 7       |
| 2 | Équipe Fazzino Christian Fazzino - Daniel Voisin - Philippe Suchaud - Raphaël Rypen                             | 44    | 1       | 10      | 1       | 1       | 10      | 10      | 10      | 1       |
| 3 | Équipe Foyot Jean-Marc Foyot - Joseph Farré - Roger Marigot - Michel Schatz                                     | 27    | 7       | 3       | 1       | 3       | 1       | 1       | 1       | 10      |
| 4 | Club France Junior Triplette différente à chaque étape                                                          | 25    | 1       | 1       | 10      | 7       | 1       | 1       | 1       | 3       |
| 5 | Équipe Quintais Philippe Quintais - Jean-Luc Robert - Jean-Pierre Lelons - Dominique Usaï                       | 20    | 3       | 1       | 7       | 1       | 3       | 3       | 1       | 1       |
| 6 | Équipe de Belgique Michel Vancampenhout - Charles Weibel - André Lozano - Michel Valierde - Jean-François Hemon | 16    | 1       | 1       | 1       | 3       | 1       | 7       | 1       | 1       |

## Édition 2002[PM 2]
|         | Date       | Lieu              | Vainqueurs                                           |
| ------- | ---------- | ----------------- | ---------------------------------------------------- |
| Etape 1 | 04/07/2002 | Sainte-Maxime     | Christian Fazzino - Philippe Suchaud - Daniel Voisin |
| Etape 2 | 12/07/2002 | Pégomas           | Michel Loy - Eric Sirot - Pascal Milei               |
| Etape 3 | 19/07/2002 | Saint-Galmier     | Philippe Quintais - Raphaël Rypen - Stéphane Dath    |
| Etape 4 | 25/07/2002 | Nice              | Michel Loy - Eric Sirot - Pascal Milei               |
| Etape 5 | 02/08/2002 | Pornichet         | Didier Choupay - Eric Sirot - Pascal Milei           |
| Etape 6 | 09/08/2002 | Castelnaudary     | Philippe Suchaud - Christian Fazzino - Daniel Voisin |
| Etape 7 | 13/08/2002 | Palavas-les-Flots | Philippe Suchaud - Christian Fazzino - Daniel Voisin |
| Etape 8 | 23/08/2002 | Béziers           | Damien Hureau - Patrick Vilfroy - Julien Lamour      |

|   | Équipes                                                                                  | Total | Étape 1 | Étape 2 | Étape 3 | Étape 4 | Étape 5 | Etape 6 | Etape 7 | Etape 8 |
| - | ---------------------------------------------------------------------------------------- | ----- | ------- | ------- | ------- | ------- | ------- | ------- | ------- | ------- |
| 1 | Équipe Fazzino Christian Fazzino - Daniel Voisin - Philippe Suchaud - Frédéric Perrin    | 38    | 10      | exempt  | 1       | 1       | 3       | 10      | 10      | 3       |
| 2 | Équipe Choupay Didier Choupay - Michel Loy - Eric Sirot - Pascal Milei                   | 36    | 1       | 10      | 1       | 10      | 10      | 3       | exempt  | 1       |
| 3 | Équipe Foyot Jean-Marc Foyot - Michel Schatz - Joseph Farré - David Maraval              | 33    | exempt  | 7       | 1       | 7       | 1       | 7       | 3       | 7       |
| 4 | Équipe Quintais Philippe Quintais - Raphaël Rypen - Stéphane Dath - Jean-Luc Robert      | 28    | 7       | 1       | 10      | 1       | exempt  | 1       | 7       | 1       |
| 5 | Équipe Hureau Damien Hureau - Christophe Hureau - Patrick Vilfroy - Julien Lamour        | 28    | 3       | 3       | 3       | 3       | 3       | exempt  | 3       | 10      |
| 6 | Équipe de France Espoirs Triplette différente à chaque étape                             | 15    | 1       | 1       | 3       | 1       | 7       | 1       | 1       | exempt  |
| 7 | Équipe Lacroix Henri Lacroix - Robert Leca - Claude Marin - Alain Pelloux                | 11    | 1       | 3       | exempt  | 1       | 1       | 3       | 1       | 1       |
| 8 | Équipe d'Espagne Eduardo Reina – Jose Joaquin Romero – Enrique Catalan – Mario Bascompte | 9     | 3       | 1       | 1       | exempt  | 1       | 1       | 1       | 1       |

## Édition 2003[PM 3]
|                            | Date       | Lieu                | Vainqueurs                                                   |
| -------------------------- | ---------- | ------------------- | ------------------------------------------------------------ |
| Etape 1                    | 27/06/2003 | Canet-en-Roussillon | Philippe Suchaud - Philippe Quintais - Henri Lacroix         |
| Etape 2                    | 03/07/2003 | Chartres            | Philippe Quintais - Philippe Suchaud - Henri Lacroix         |
| Etape 3                    | 11/07/2003 | Sète                | Michel Loy - Eric Sirot - Frédéric Foni                      |
| Etape 4                    | 14/07/2003 | Saint-Galmier       | Philippe Quintais - Henri Lacroix - Philippe Suchaud         |
| Etape 5                    | 26/07/2003 | Nice                | Philippe Suchaud - Philippe Quintais - Henri Lacroix         |
| Etape 6                    | 31/07/2003 | Pornichet           | Philippe Quintais - Philippe Suchaud - Jean-Pierre Albentosa |
| Etape 7                    | 08/08/2003 | Castelnaudary       | Raphaël Rypen - Jean-Luc Robert - Damien Hureau              |
| Etape 8 (tir de précision) | 08/08/2003 | Castelnaudary       | Philippe Suchaud                                             |

|   | Équipes | Total | Étape 1 | Étape 2 | Étape 3 | Étape 4 | Étape 5 | Etape 6 | Etape 7 | Etape 8 |
| - | --- | ----- | ------- | ------- | ------- | ------- | ------- | ------- | ------- | ------- |
| 1 | Équipe Suchaud Philippe Suchaud - Philippe Quintais - Henri Lacroix - Jean-Pierre Albentosa                                       | 68    | 10      | 10      | 4       | 10      | 10      | 10      | 4       | 10      |
| 2 | Équipe Choupay Didier Choupay - Michel Loy - Eric Sirot - Frédéric Foni                                                           | 29    | 7       | 4       | 10      | 1       | 1       | 4       | 1       | 1       |
| 3 | Équipe de France Espoirs Farid Bekrar - Stéphane Dath - Bruno Le Boursicaud - Sylvain Dubreuil - Julien Lamour - Jérôme Pizzolato | 29    | 4       | 1       | 7       | 7       | 4       | 4       | 1       | 1       |
| 4 | Équipe Fazzino Christian Fazzino - Daniel Voisin - Karl Saulnier - Frédéric Perrin                                                | 26    | 1       | 1       | 1       | 1       | 4       | 7       | 4       | 7       |
| 5 | Équipe Rypen Raphaël Rypen - Jean-Luc Robert - Damien Hureau - Angel Pintado                                                      | 23    | 4       | 1       | 1       | 4       | 1       | 1       | 10      | 1       |
| 6 | Équipe Foyot Jean-Marc Foyot - Joseph Farré - Michel Schatz - Pascal Milei                                                        | 23    | 1       | 4       | 4       | 1       | 1       | 1       | 7       | 4       |
| 7 | Équipe d'Italie Antonio Napolitano - Gianni Laigueglia - Stefano Bruno - Massimiliano Morasso                                     | 11    | 1       | 1       | 1       | 4       | 1       | 1       | 1       | 1       |

## Édition 2004[PM 4]

### Étapes
|         | Date       | Lieu                | Vainqueurs                                           |
| ------- | ---------- | ------------------- | ---------------------------------------------------- |
| Etape 1 | 25/06/2004 | Canet-en-Roussillon | Eric Sirot - Didier Choupay - Michel Loy             |
| Etape 2 | 02/07/2004 | Sète                | Philippe Quintais - Philippe Suchaud - Henri Lacroix |
| Etape 3 | 14/07/2004 | Dax                 | Jean-Michel Xisto - Zvonko Radnic - Roger Cargoles   |
| Etape 4 | 20/07/2004 | Risoul              | Philippe Quintais - Philippe Suchaud - Henri Lacroix |
| Etape 5 | 24/07/2004 | Nice                | Damien Hureau - Julien Lamour - Bruno Le Boursicaud  |
| Etape 6 | 29/07/2004 | Pornichet           | David Le Dantec - Christian Fazzino - Charles Weibel |
| Etape 7 | 10/08/2004 | Palavas-les-Flots   | Bruno Rocher - Bruno Le Boursicaud - Damien Hureau   |

|   | Équipes                                                                                           | Total | Étape 1 | Étape 2 | Étape 3 | Étape 4 | Étape 5 | Etape 6 | Etape 7 |
| - | ------------------------------------------------------------------------------------------------- | ----- | ------- | ------- | ------- | ------- | ------- | ------- | ------- |
| 1 | Équipe Le Dantec (wild card) David Le Dantec - Stéphane Dath - Christian Fazzino - Charles Weibel | 43    | 7       | 4       | 7       | 7       | 4       | 10      | 4       |
| 2 | Équipe Quintais Philippe Quintais - Henri Lacroix - Jean-Luc Robert - Philippe Suchaud            | 37    | 4       | 10      | 1       | 10      | 7       | 1       | 4       |
| 3 | Équipe Rocher Bruno Rocher - Damien Hureau - Julien Lamour - Bruno Le Boursicaud                  | 28    | 1       | 1       | 1       | 1       | 10      | 4       | 10      |
| 4 | Équipe Foni Frédéric Foni - Didier Choupay - Michel Loy - Eric Sirot                              | 28    | 10      | 4       | 1       | 1       | 4       | 1       | 7       |
| 5 | Équipe Xisto Jean-Michel Xisto - Roger Cargoles - Jean-Marc Foyot - Zvonko Radnic                 | 25    | 1       | 1       | 10      | 4       | 1       | 7       | 1       |
| 6 | Équipe de France A' Didier Chagneau - Sylvain Dubreuil - Bruno Gire - Sébastien Rousseau          | 22    | 4       | 7       | 4       | 1       | 1       | 4       | 1       |
| 7 | Équipe de France Espoirs Farid Bekrar - Simon Cortes - Stéphane Robineau - Christophe Trembleau   | 13    | 1       | 1       | 4       | 4       | 1       | 1       | 1       |

### Final Four
17/09/2004 à Limoges
|  | Demi-finales        | Demi-finales        | Demi-finales      | Demi-finales      |                     |                     | Finale | Finale | Finale | Finale |
|  |                     |                     |                   |                   |                     |                     |        |        |        |        |
|  |                     |                     |                   |                   |                     |                     |        |        |        |        |
|  | (1) Équipe Ledantec | (1) Équipe Ledantec | 13                | 13                |                     |                     |        |        |        |        |
|  | (1) Équipe Ledantec | (1) Équipe Ledantec | 13                | 13                |                     |                     |        |        |        |        |
|  | (4) Équipe Foni     | (4) Équipe Foni     | 10                | 10                |                     |                     |        |        |        |        |
|  | (4) Équipe Foni     | (4) Équipe Foni     | 10                | 10                | (1) Équipe Ledantec | (1) Équipe Ledantec | 2      | 2      |        |        |
|  |                     |                     |                   |                   | (1) Équipe Ledantec | (1) Équipe Ledantec | 2      | 2      |        |        |
|  |                     |                     | (3) Équipe Rocher | (3) Équipe Rocher | 13                  | 13                  |        |        |        |        |
|  | (2) Équipe Quintais | (2) Équipe Quintais | (3) Équipe Rocher | (3) Équipe Rocher | 13                  | 13                  | 9      | 9      |        |        |
|  | (2) Équipe Quintais | (2) Équipe Quintais |                   |                   |                     |                     |        | 9      |        |        |
|  | (3) Équipe Rocher   | (3) Équipe Rocher   | 13                | 13                |                     |                     |        |        |        |        |
|  | (3) Équipe Rocher   | (3) Équipe Rocher   | 13                | 13                |                     |                     |        |        |        |        |

## Édition 2005[PM 5]

### Étapes
|         | Date       | Lieu             | Vainqueurs                                                        |
| ------- | ---------- | ---------------- | ----------------------------------------------------------------- |
| Etape 1 | 01/07/2005 | Sarlat-la-Canéda | Didier Chagneau - Thierry Grandet - Sylvain Pilewski              |
| Etape 2 | 14/07/2005 | Roanne           | Michel Loy - Charles Weibel - Eric Sirot                          |
| Etape 3 | 19/07/2005 | Risoul           | Michel Loy - Eric Sirot - Bruno Le Boursicaud                     |
| Etape 4 | 22/07/2005 | Nice             | Jean-Marc Foyot - Pascal Miléi - Zvonko Radnic                    |
| Etape 5 | 28/07/2005 | Carcassonne      | Patrick Vilfroy - Damien Hureau - Julien Lamour                   |
| Etape 6 | 10/08/2005 | Pornichet        | Christian Fazzino - Zvonko Radnic - Pascal Miléi                  |
| Etape 7 | 17/08/2005 | Contrexéville    | Tony Pispico - Philippe Woelffelé - Fabrice Riehl (équipe locale) |

|   | Équipes                                                                                    | Total | Étape 1 | Étape 2 | Étape 3 | Étape 4 | Étape 5 | Etape 6 | Etape 7 |
| - | ------------------------------------------------------------------------------------------ | ----- | ------- | ------- | ------- | ------- | ------- | ------- | ------- |
| 1 | Équipe Fazzino Christian Fazzino - Zvonko Radnic - Jean-Marc Foyot - Pascal Miléi          | 40    | 4       | 7       | 1       | 10      | 1       | 10      | 7       |
| 2 | Équipe Loy Michel Loy - Eric Sirot - Bruno Le Boursicaud - Charles Weibel                  | 34    | 1       | 10      | 10      | 1       | 4       | 7       | 1       |
| 3 | Équipe de France A' Daniel Rizo - Didier Chagneau - Thierry Grandet - Sylvain Pilewski     | 34    | 10      | 4       | 4       | 4       | 7       | 1       | 4       |
| 4 | Équipe Vilfroy Patrick Vilfroy - Damien Hureau - Julien Lamour - Bruno Rocher              | 34    | 1       | 4       | 4       | 7       | 10      | 4       | 4       |
| 5 | Équipe Suchaud Philippe Suchaud - Henri Lacroix - Philippe Quintais - Jean-Luc Robert      | 19    | 4       | 1       | 7       | 4       | 1       | 1       | 1       |
| 6 | Équipe de France Espoirs Simon Cortes - Jonathan Albiger - Ludovic Labrue - Joël Sinibaldi | 19    | 7       | 1       | 1       | 1       | 4       | 4       | 1       |
| 7 | Équipe Dubreuil (wild card) Sylvain Dubreuil - Cédric Soma - Robin Rio - Raphaël Rypen     | 7     | 1       | 1       | 1       | 1       | 1       | 1       | 1       |

### Final Four
25/08/2005 à Nogent-sur-Marne
|  | Demi-finales            | Demi-finales            | Demi-finales            | Demi-finales            |                    |                    | Finale | Finale | Finale | Finale |
|  |                         |                         |                         |                         |                    |                    |        |        |        |        |
|  |                         |                         |                         |                         |                    |                    |        |        |        |        |
|  | (1) Équipe Fazzino      | (1) Équipe Fazzino      | 13                      | 13                      |                    |                    |        |        |        |        |
|  | (1) Équipe Fazzino      | (1) Équipe Fazzino      | 13                      | 13                      |                    |                    |        |        |        |        |
|  | (4) Équipe Vilfroy      | (4) Équipe Vilfroy      | 11                      | 11                      |                    |                    |        |        |        |        |
|  | (4) Équipe Vilfroy      | (4) Équipe Vilfroy      | 11                      | 11                      | (1) Équipe Fazzino | (1) Équipe Fazzino | 13     | 13     |        |        |
|  |                         |                         |                         |                         | (1) Équipe Fazzino | (1) Équipe Fazzino | 13     | 13     |        |        |
|  |                         |                         | (3) Équipe de France A' | (3) Équipe de France A' | 11                 | 11                 |        |        |        |        |
|  | (2) Équipe Loy          | (2) Équipe Loy          | (3) Équipe de France A' | (3) Équipe de France A' | 11                 | 11                 | 2      | 2      |        |        |
|  | (2) Équipe Loy          | (2) Équipe Loy          |                         |                         |                    |                    |        | 2      |        |        |
|  | (3) Équipe de France A' | (3) Équipe de France A' | 13                      | 13                      |                    |                    |        |        |        |        |
|  | (3) Équipe de France A' | (3) Équipe de France A' | 13                      | 13                      |                    |                    |        |        |        |        |

## Édition 2006[PM 6]

### Étapes
|         | Date       | Lieu                | Vainqueurs                                           |
| ------- | ---------- | ------------------- | ---------------------------------------------------- |
| Etape 1 | 13/07/2006 | Val-d'Isère         | Henri Lacroix - Philippe Quintais - Simon Cortes     |
| Etape 2 | 20/07/2006 | Palavas-les-Flots   | Eric Sirot - Charles Weibel - Kévin Malbec           |
| Etape 3 | 26/07/2006 | Pornichet           | Christian Fazzino - Pascal Miléi - Zvonko Radnic     |
| Etape 4 | 04/08/2006 | Oloron-Sainte-Marie | Damien Hureau - Bruno Rocher - Bruno Le Boursicaud   |
| Etape 5 | 10/08/2006 | Millau              | Philippe Suchaud - Philippe Quintais - Henri Lacroix |
| Etape 6 | 17/08/2006 | Contrexéville       | Philippe Quintais - Philippe Suchaud - Simon Cortes  |
| Etape 7 | 25/08/2006 | Roanne              | Julien Lamour - Bruno Rocher - Bruno Le Boursicaud   |

|   | Équipes                                                                                       | Total | Étape 1 | Étape 2 | Étape 3 | Étape 4 | Étape 5 | Etape 6 | Etape 7 |
| - | --------------------------------------------------------------------------------------------- | ----- | ------- | ------- | ------- | ------- | ------- | ------- | ------- |
| 1 | Équipe Lacroix Henri Lacroix - Philippe Quintais - Philippe Suchaud - Simon Cortes            | 49    | 10      | 4       | 4       | 7       | 10      | 10      | 4       |
| 2 | Équipe Lamour Julien Lamour - Bruno Le Boursicaud - Bruno Rocher - Damien Hureau              | 34    | 4       | 1       | 4       | 10      | 4       | 1       | 10      |
| 3 | Équipe de France A' Didier Chagneau - Thierry Grandet - Sylvain Dubreuil - Karl Saulnier      | 34    | 7       | 7       | 7       | 4       | 4       | 4       | 1       |
| 4 | Équipe Loy Michel Loy - Eric Sirot - Charles Weibel - Kévin Malbec                            | 25    | 1       | 10      | 1       | 4       | 1       | 1       | 7       |
| 5 | Équipe Fazzino (wild card) Christian Fazzino - Jean-Marc Foyot - Pascal Miléi - Zvonko Radnic | 22    | 1       | 1       | 10      | 1       | 7       | 1       | 1       |
| 6 | Équipe de France Espoirs Mathieu Spinouze - Romain Fournié - Farid Bekrar - Pascal Gendreau   | 16    | 1       | 1       | 1       | 1       | 1       | 7       | 4       |
| 7 | Équipe Laurot Pascal Laurot - William Saurot - Sébastien Rousseau - Joseph Molinas            | 13    | 4       | 1       | 1       | 1       | 1       | 4       | 1       |

### Final Four
06/09/2006 à Nogent-sur-Marne
|  | Demi-finales            | Demi-finales            | Demi-finales            | Demi-finales            |                |                | Finale | Finale | Finale | Finale |
|  |                         |                         |                         |                         |                |                |        |        |        |        |
|  |                         |                         |                         |                         |                |                |        |        |        |        |
|  | (1) Équipe Lacroix      | (1) Équipe Lacroix      | 10                      | 10                      |                |                |        |        |        |        |
|  | (1) Équipe Lacroix      | (1) Équipe Lacroix      | 10                      | 10                      |                |                |        |        |        |        |
|  | (4) Équipe Loy          | (4) Équipe Loy          | 13                      | 13                      |                |                |        |        |        |        |
|  | (4) Équipe Loy          | (4) Équipe Loy          | 13                      | 13                      | (4) Équipe Loy | (4) Équipe Loy | 13     | 13     |        |        |
|  |                         |                         |                         |                         | (4) Équipe Loy | (4) Équipe Loy | 13     | 13     |        |        |
|  |                         |                         | (3) Équipe de France A' | (3) Équipe de France A' | 12             | 12             |        |        |        |        |
|  | (2) Équipe Lamour       | (2) Équipe Lamour       | (3) Équipe de France A' | (3) Équipe de France A' | 12             | 12             | 4      | 4      |        |        |
|  | (2) Équipe Lamour       | (2) Équipe Lamour       |                         |                         |                |                |        | 4      |        |        |
|  | (3) Équipe de France A' | (3) Équipe de France A' | 13                      | 13                      |                |                |        |        |        |        |
|  | (3) Équipe de France A' | (3) Équipe de France A' | 13                      | 13                      |                |                |        |        |        |        |

## Édition 2007[PM 7]

### Étapes
|         | Date       | Lieu                | Vainqueurs                                              |
| ------- | ---------- | ------------------- | ------------------------------------------------------- |
| Etape 1 | 21/06/2007 | Maastricht          | Thierry Grandet - Sylvain Pilewski - Christophe Sévilla |
| Etape 2 | 28/06/2007 | Beaucourt           | Sylvain Dubreuil - Simon Cortes - Damien Hureau         |
| Etape 3 | 13/07/2007 | La Ciotat           | Henri Lacroix - Philippe Quintais - Philippe Suchaud    |
| Etape 4 | 26/07/2007 | Pornichet           | Simon Cortes - Julien Lamour - Damien Hureau            |
| Etape 5 | 03/08/2007 | Néris-les-Bains     | Philippe Quintais - Philippe Suchaud - Frédéric Perrin  |
| Etape 6 | 09/08/2007 | Oloron-Sainte-Marie | Philippe Quintais - Philippe Suchaud - Henri Lacroix    |
| Etape 7 | 17/08/2007 | Contrexéville       | Philippe Quintais - Philippe Suchaud - Frédéric Perrin  |

|   | Équipes                                                                                         | Total | Étape 1 | Étape 2 | Étape 3 | Étape 4 | Étape 5 | Etape 6 | Etape 7 |
| - | ----------------------------------------------------------------------------------------------- | ----- | ------- | ------- | ------- | ------- | ------- | ------- | ------- |
| 1 | Équipe Lacroix Henri Lacroix - Frédéric Perrin - Philippe Quintais - Philippe Suchaud           | 53    | 2       | 4       | 10      | 7       | 10      | 10      | 10      |
| 2 | Équipe de France A Sylvain Dubreuil - Simon Cortes - Damien Hureau - Julien Lamour              | 38    | 4       | 10      | 1       | 10      | 2       | 4       | 7       |
| 3 | Équipe Rocher Dylan Rocher - Bruno Le Boursicaud - Bruno Rocher - Stéphane Robineau             | 30    | 7       | 2       | 1       | 4       | 7       | 7       | 2       |
| 4 | Équipe de France B Thierry Grandet - Sylvain Pilewski - Sébastien Rousseau - Christophe Sévilla | 27    | 10      | 2       | 4       | 1       | 4       | 2       | 4       |
| 5 | Équipe Loy (wild card) Michel Loy - Kévin Malbec - Eric Sirot - Charles Weibel                  | 19    | 2       | 4       | 2       | 2       | 4       | 1       | 4       |
| 6 | Équipe Miléi Pascal Miléi - Jean-Marc Foyot - Jean-Michel Puccinelli - Zvonko Radnic            | 18    | 4       | 1       | 4       | 4       | 2       | 2       | 1       |
| 7 | Équipe Bettoni Richard Bettoni - Jean-Yves Bettoni - Laurent N'Guyen Van - Robert Leca          | 16    | 1       | 7       | 2       | 2       | 1       | 1       | 2       |

### Final Four
30/08/2007 à Vieux-Boucau-les-Bains
|  | Demi-finales           | Demi-finales           | Demi-finales           | Demi-finales           |    |    | Finale | Finale | Finale | Finale |
|  |                        |                        |                        |                        |    |    |        |        |        |        |
|  |                        |                        |                        |                        |    |    |        |        |        |        |
|  | (1) Équipe Lacroix     | (1) Équipe Lacroix     | 13                     | 13                     |    |    |        |        |        |        |
|  | (1) Équipe Lacroix     | (1) Équipe Lacroix     | 13                     | 13                     |    |    |        |        |        |        |
|  | (4) Équipe de France B |                        |                        |                        |    |    |        |        |        |        |
|  | (1) Équipe Lacroix     | (1) Équipe Lacroix     | 13                     | 13                     |    |    |        |        |        |        |
|  | (1) Équipe Lacroix     | (1) Équipe Lacroix     | 13                     | 13                     |    |    |        |        |        |        |
|  |                        |                        | (2) Équipe de France A | (2) Équipe de France A | 10 | 10 |        |        |        |        |
|  | (2) Équipe de France A | (2) Équipe de France A | (2) Équipe de France A | (2) Équipe de France A | 10 | 10 | 13     | 13     |        |        |
|  | (2) Équipe de France A | (2) Équipe de France A |                        |                        |    |    |        | 13     |        |        |
|  | (3) Équipe Rocher      | (3) Équipe Rocher      | 3                      | 3                      |    |    |        |        |        |        |
|  | (3) Équipe Rocher      | (3) Équipe Rocher      | 3                      | 3                      |    |    |        |        |        |        |

## Édition 2008[PM 8]

### Étapes
|         | Date       | Lieu                | Vainqueurs                                          |
| ------- | ---------- | ------------------- | --------------------------------------------------- |
| Etape 1 | 26/06/2008 | Mâcon               | Pascal Miléi - Ludovic Montoro - Stéphane Delforge  |
| Etape 2 | 03/07/2008 | Canet-en-Roussillon | Damien Hureau - Julien Lamour - Simon Cortes        |
| Etape 3 | 17/07/2008 | Oloron-Sainte-Marie | Julien Lamour - Damien Hureau - Simon Cortes        |
| Etape 4 | 19/08/2008 | Contrexéville       | Richard Bettoni - Michel Schatz - Jean-Marc Foyot   |
| Etape 5 | 21/08/2008 | Palavas-les-Flots   | Philippe Quintais - Henri Lacroix - Frédéric Perrin |
| Etape 6 | 28/08/2008 | Limoges             | Damien Hureau - Simon Cortes - Julien Lamour        |

|   | Équipes                                                                                      | Total | Étape 1 | Étape 2 | Étape 3 | Étape 4 | Étape 5 | Etape 6 |
| - | -------------------------------------------------------------------------------------------- | ----- | ------- | ------- | ------- | ------- | ------- | ------- |
| 1 | Équipe de France A Damien Hureau - Simon Cortes - Julien Lamour - Sylvain Dubreuil           | 37    | 5       | 10      | 10      | 2       | 0       | 10      |
| 2 | Équipe de France B Pascal Miléi - Stéphane Delforge - Christophe Trembleau - Ludovic Montoro | 27    | 10      | 7       | 0       | 5       | 0       | 5       |
| 3 | Équipe Bettoni (wild card) Richard Bettoni - Michel Schatz - Jean-Marc Foyot - Eric Bartoli  | 27    | 5       | 5       | 0       | 10      | 5       | 2       |
| 4 | Équipe Suchaud Philippe Suchaud - Philippe Quintais - Henri Lacroix - Frédéric Perrin        | 26    | 2       | 2       | 5       | 5       | 10      | 2       |
| 5 | Équipe Radnic Zvonko Radnic - Michel Loy - Charles Weibel - Jean-Michel Puccinelli           | 22    | 7       | 0       | 5       | 0       | 5       | 5       |
| 6 | Équipe Rocher Bruno Rocher - Stéphane Robineau - Dylan Rocher - Christophe Sévilla           | 21    | 0       | 5       | 2       | 0       | 7       | 7       |
| 7 | Équipe Grandet Thierry Grandet - Kévin Malbec - Sébastien Rousseau - Eric Sirot              | 15    | 2       | 2       | 7       | 2       | 2       | 0       |

### Final Four
04/09/2008 à Cannes
|  | Demi-finales           | Demi-finales           | Demi-finales       | Demi-finales       |                    |                    | Finale | Finale | Finale | Finale |
|  |                        |                        |                    |                    |                    |                    |        |        |        |        |
|  |                        |                        |                    |                    |                    |                    |        |        |        |        |
|  | (1) Équipe de France A | (1) Équipe de France A | 8                  | 8                  |                    |                    |        |        |        |        |
|  | (1) Équipe de France A | (1) Équipe de France A | 8                  | 8                  |                    |                    |        |        |        |        |
|  | (4) Équipe Suchaud     | (4) Équipe Suchaud     | 13                 | 13                 |                    |                    |        |        |        |        |
|  | (4) Équipe Suchaud     | (4) Équipe Suchaud     | 13                 | 13                 | (4) Équipe Suchaud | (4) Équipe Suchaud | 4      | 4      |        |        |
|  |                        |                        |                    |                    | (4) Équipe Suchaud | (4) Équipe Suchaud | 4      | 4      |        |        |
|  |                        |                        | (3) Équipe Bettoni | (3) Équipe Bettoni | 13                 | 13                 |        |        |        |        |
|  | (2) Équipe de France B | (2) Équipe de France B | (3) Équipe Bettoni | (3) Équipe Bettoni | 13                 | 13                 | 7      | 7      |        |        |
|  | (2) Équipe de France B | (2) Équipe de France B |                    |                    |                    |                    |        | 7      |        |        |
|  | (3) Équipe Bettoni     | (3) Équipe Bettoni     | 13                 | 13                 |                    |                    |        |        |        |        |
|  | (3) Équipe Bettoni     | (3) Équipe Bettoni     | 13                 | 13                 |                    |                    |        |        |        |        |

## Édition 2009[PM 9]

### Étapes
|         | Date       | Lieu               | Vainqueurs                                                    |
| ------- | ---------- | ------------------ | ------------------------------------------------------------- |
| Etape 1 | 18/06/2009 | Ax-les-Thermes     | Michel Balbalian - Michel Hatchadourian - Richard Hovaguimian |
| Etape 2 | 02/07/2009 | Bandol             | Zvonko Radnic - Jean-Michel Puccinelli - Bruno Le Boursicaud  |
| Etape 3 | 17/07/2009 | Autrans            | Christian Fazzino - Dylan Rocher - Christophe Sarrio          |
| Etape 4 | 23/07/2009 | Nice               | Philippe Quintais - Philippe Suchaud - Henri Lacroix          |
| Etape 5 | 30/07/2009 | Valmeinier         | Zvonko Radnic - Maison Durk - Jean-Michel Puccinelli          |
| Etape 6 | 07/08/2009 | La Baule-Escoublac | Philippe Quintais - Philippe Suchaud - Stéphane Robineau      |
| Etape 7 | 19/08/2009 | Contrexéville      | Philippe Quintais - Stéphane Robineau - Henri Lacroix         |

|   | Équipes                                                                                           | Total | Étape 1 | Étape 2 | Étape 3 | Étape 4 | Étape 5 | Etape 6 | Etape 7 |
| - | ------------------------------------------------------------------------------------------------- | ----- | ------- | ------- | ------- | ------- | ------- | ------- | ------- |
| 1 | Équipe Radnic Zvonko Radnic - Maison Durk - Jean-Michel Puccinelli - Bruno Le Boursicaud          | 46    | 7       | 10      | 2       | 5       | 10      | 7       | 5       |
| 2 | Équipe Quintais Philippe Quintais - Philippe Suchaud - Stéphane Robineau - Henri Lacroix          | 42    | 0       | 0       | 7       | 10      | 5       | 10      | 10      |
| 3 | Équipe de Thaïlande Thaloengkiat Phusa Ad - Sarawut Sriboonpeng - Suksan Piachan - Mongkon Buakew | 35    | 2       | 7       | 5       | 7       | 2       | 5       | 7       |
| 4 | Équipe Fazzino Christian Fazzino - Christophe Sarrio - Bruno Rocher - Dylan Rocher                | 33    | 5       | 5       | 10      | 2       | 7       | 2       | 2       |
| 5 | Équipe d'Arménie Richard Hovaguimian - Michel Balbalian - Michel Hatchadourian - Alain Medjian    | 24    | 10      | 5       | 5       | 0       | 2       | 0       | 2       |
| 6 | Équipe Pintado Angel Pintado - Frédéric Perrin - Jean-Luc Devernois - Raphaël Rypen               | 16    | 5       | 2       | 2       | 0       | 0       | 2       | 5       |
| 7 | Équipe Foyot (wild card) Jean-Marc Foyot - Eric Bartoli - Michel Schatz - Richard Bettoni         | 12    | 0       | 2       | 0       | 5       | 5       | 0       | 0       |

### Final Four
11/09/2009 à Istres
|  | Demi-finales            | Demi-finales            | Demi-finales            | Demi-finales            |                   |                   | Finale | Finale | Finale | Finale |
|  |                         |                         |                         |                         |                   |                   |        |        |        |        |
|  |                         |                         |                         |                         |                   |                   |        |        |        |        |
|  | (1) Équipe Radnic       | (1) Équipe Radnic       | 13                      | 13                      |                   |                   |        |        |        |        |
|  | (1) Équipe Radnic       | (1) Équipe Radnic       | 13                      | 13                      |                   |                   |        |        |        |        |
|  | (4) Équipe Fazzino      | (4) Équipe Fazzino      | 4                       | 4                       |                   |                   |        |        |        |        |
|  | (4) Équipe Fazzino      | (4) Équipe Fazzino      | 4                       | 4                       | (1) Équipe Radnic | (1) Équipe Radnic | 13     | 13     |        |        |
|  |                         |                         |                         |                         | (1) Équipe Radnic | (1) Équipe Radnic | 13     | 13     |        |        |
|  |                         |                         | (3) Équipe de Thaïlande | (3) Équipe de Thaïlande | 8                 | 8                 |        |        |        |        |
|  | (2) Équipe Quintais     | (2) Équipe Quintais     | (3) Équipe de Thaïlande | (3) Équipe de Thaïlande | 8                 | 8                 | 4      | 4      |        |        |
|  | (2) Équipe Quintais     | (2) Équipe Quintais     |                         |                         |                   |                   |        | 4      |        |        |
|  | (3) Équipe de Thaïlande | (3) Équipe de Thaïlande | 13                      | 13                      |                   |                   |        |        |        |        |
|  | (3) Équipe de Thaïlande | (3) Équipe de Thaïlande | 13                      | 13                      |                   |                   |        |        |        |        |

## Édition 2010[PM 10]

### Étapes
|         | Date       | Lieu               | Vainqueurs                                                 |
| ------- | ---------- | ------------------ | ---------------------------------------------------------- |
| Etape 1 | 24/06/2010 | Dreux              | Angy Savin - Jérémy Darodes - Christophe Sévilla           |
| Etape 2 | 02/07/2010 | Saint-Étienne      | Michel Loy - Thierry Grandet - Pascal Miléi                |
| Etape 3 | 15/07/2010 | Agen               | Philippe Suchaud - Henri Lacroix - Simon Cortes            |
| Etape 4 | 23/07/2010 | Nice               | Philippe Quintais - Philippe Suchaud - Henri Lacroix       |
| Etape 5 | 06/08/2010 | La Baule-Escoublac | Jean-Michel Puccinelli - Maison Durk - Bruno Le Boursicaud |
| Etape 6 | 20/08/2010 | Beaucaire (Gard)   | Michel Loy - Pascal Miléi - Thierry Grandet                |

|   | Équipes                                                                                              | Total | Étape 1 | Étape 2 | Étape 3 | Étape 4 | Étape 5 | Etape 6 |
| - | --- | ----- | ------- | ------- | ------- | ------- | ------- | ------- |
| 1 | Équipe de France Michel Loy - Damien Hureau - Pascal Miléi - Thierry Grandet                         | 44    | 5       | 10      | 7       | 5       | 7       | 10      |
| 2 | Équipe Savin Angy Savin - Christophe Sévilla - Jérémy Darodes - Joseph Molinas                       | 34    | 10      | 7       | 5       | 5       | 2       | 5       |
| 3 | Équipe Quintais Philippe Quintais - Philippe Suchaud - Henri Lacroix - Simon Cortes                  | 32    | 3       | 2       | 10      | 10      | 5       | 2       |
| 4 | Équipe Radnic (wild card) Zvonko Radnic - Maison Durk - Jean-Michel Puccinelli - Bruno Le Boursicaud | 25    | 2       | 5       | 5       | 0       | 10      | 3       |
| 5 | Équipe Rocher Bruno Rocher - Christophe Sarrio - Dylan Rocher - Christian Fazzino                    | 22    | 1       | 3       | 1       | 7       | 3       | 7       |
| 6 | Équipe d'Afrique Khaled Lakhal - Patrick Emile - François N'Diaye - Adama Kouande                    | 19    | 5       | 5       | 2       | 1       | 5       | 1       |
| 7 | Équipe Robineau Stéphane Robineau - Kévin Malbec - Stéphane Le Bourgeois - Frédéric Perrin           | 17    | 7       | 1       | 0       | 3       | 1       | 5       |

### Final Four
03/09/2010 à Istres
|  | Demi-finales         | Demi-finales         | Demi-finales        | Demi-finales        |                   |                   | Finale | Finale | Finale | Finale |
|  |                      |                      |                     |                     |                   |                   |        |        |        |        |
|  |                      |                      |                     |                     |                   |                   |        |        |        |        |
|  | (1) Équipe de France | (1) Équipe de France | 2                   | 2                   |                   |                   |        |        |        |        |
|  | (1) Équipe de France | (1) Équipe de France | 2                   | 2                   |                   |                   |        |        |        |        |
|  | (4) Équipe Radnic    | (4) Équipe Radnic    | 13                  | 13                  |                   |                   |        |        |        |        |
|  | (4) Équipe Radnic    | (4) Équipe Radnic    | 13                  | 13                  | (4) Équipe Radnic | (4) Équipe Radnic | 2      | 2      |        |        |
|  |                      |                      |                     |                     | (4) Équipe Radnic | (4) Équipe Radnic | 2      | 2      |        |        |
|  |                      |                      | (3) Équipe Quintais | (3) Équipe Quintais | 13                | 13                |        |        |        |        |
|  | (2) Équipe Savin     | (2) Équipe Savin     | (3) Équipe Quintais | (3) Équipe Quintais | 13                | 13                | 3      | 3      |        |        |
|  | (2) Équipe Savin     | (2) Équipe Savin     |                     |                     |                   |                   |        | 3      |        |        |
|  | (3) Équipe Quintais  | (3) Équipe Quintais  | 13                  | 13                  |                   |                   |        |        |        |        |
|  | (3) Équipe Quintais  | (3) Équipe Quintais  | 13                  | 13                  |                   |                   |        |        |        |        |

## Édition 2011[PM 11]

### Étapes
|         | Date       | Lieu               | Vainqueurs                                                            |
| ------- | ---------- | ------------------ | --------------------------------------------------------------------- |
| Etape 1 | 17/06/2011 | Agen               | Michel Loy - Jean-Michel Puccinelli - Kévin Malbec                    |
| Etape 2 | 21/07/2011 | Wissembourg        | Christophe Sarrio - Romain Fournié - Matthieu Gasparini               |
| Etape 3 | 28/07/2011 | Leucate            | Michel Loy - Kévin Malbec - Dylan Rocher                              |
| Etape 4 | 05/08/2011 | La Baule-Escoublac | Alain Mandimby - Tiana Laurens Razanadrakoto - Christian Andrianiaina |
| Etape 5 | 26/08/2011 | Beaucaire (Gard)   | Stéphane Robineau - Christophe Sarrio - Romain Fournié                |

|   | Équipes | Total | Étape 1 | Étape 2 | Étape 3 | Étape 4 | Étape 5 |
| - | --- | ----- | ------- | ------- | ------- | ------- | ------- |
| 1 | Équipe de France Michel Loy - Jean-Michel Puccinelli - Dylan Rocher - Kévin Malbec                                              | 35    | 10      | 5       | 10      | 5       | 5       |
| 2 | Équipe Robineau (wild card) Stéphane Robineau - Christophe Sarrio - Matthieu Gasparini - Romain Fournié                         | 27    | 7       | 10      | 0       | 0       | 10      |
| 3 | Équipe de Madagascar Christian Andrianiaina - Tiana Laurens Razanadrakoto - Jean Marson Ratolojanahary - Allain Samson Mandimby | 20    | 2       | 5       | 1       | 10      | 2       |
| 4 | Équipe Sévilla Christophe Sévilla - Jérémy Darodes - Jean Feltain - Chris Helfrick                                              | 19    | 3       | 7       | 3       | 3       | 3       |
| 5 | Équipe Lacroix Henri Lacroix - Philippe Suchaud - Philippe Quintais - Simon Cortes                                              | 18    | 5       | 3       | 5       | 5       | 0       |
|   | Équipe Fazzino Christian Fazzino - Vincent Demuth - Bruno Le Boursicaud - Emmanuel Lucien                                       | 18    | 5       | 0       | 7       | 1       | 5       |
| 7 | Équipe de Thaïlande Thaloengkiat Phusa Ad - Suksan Piachan - Pakin Phukram - Supan Thongphoo                                    | 12    | 1       | 1       | 2       | 7       | 1       |

### Final Four
09/09/2011 à Istres
|  | Demi-finales             | Demi-finales             | Demi-finales        | Demi-finales        |                      |                      | Finale | Finale | Finale | Finale |
|  |                          |                          |                     |                     |                      |                      |        |        |        |        |
|  |                          |                          |                     |                     |                      |                      |        |        |        |        |
|  | (1) Équipe de France     | (1) Équipe de France     | 13                  | 13                  |                      |                      |        |        |        |        |
|  | (1) Équipe de France     | (1) Équipe de France     | 13                  | 13                  |                      |                      |        |        |        |        |
|  | (4) Équipe Sévilla       | (4) Équipe Sévilla       | 0                   | 0                   |                      |                      |        |        |        |        |
|  | (4) Équipe Sévilla       | (4) Équipe Sévilla       | 0                   | 0                   | (1) Équipe de France | (1) Équipe de France | 13     | 13     |        |        |
|  |                          |                          |                     |                     | (1) Équipe de France | (1) Équipe de France | 13     | 13     |        |        |
|  |                          |                          | (2) Équipe Robineau | (2) Équipe Robineau | 12                   | 12                   |        |        |        |        |
|  | (2) Équipe Robineau      | (2) Équipe Robineau      | (2) Équipe Robineau | (2) Équipe Robineau | 12                   | 12                   | 13     | 13     |        |        |
|  | (2) Équipe Robineau      | (2) Équipe Robineau      |                     |                     |                      |                      |        | 13     |        |        |
|  | (3) Équipe de Madagascar | (3) Équipe de Madagascar | 7                   | 7                   |                      |                      |        |        |        |        |
|  | (3) Équipe de Madagascar | (3) Équipe de Madagascar | 7                   | 7                   |                      |                      |        |        |        |        |

## Édition 2012

### Étapes[S 1]
|         | Date       | Lieu               | Vainqueurs                                             |
| ------- | ---------- | ------------------ | ------------------------------------------------------ |
| Etape 1 | 07/06/2012 | Leucate            | Christophe Sévilla - Matthieu Gasparini - Simon Cortes |
| Etape 2 | 14/06/2012 | Firminy            | Dylan Rocher - Bruno Le Boursicaud - Philippe Suchaud  |
| Etape 3 | 27/07/2012 | Wissembourg        | Charles Weibel - Zvonko Radnic - Kévin Philipson       |
| Etape 4 | 05/08/2012 | La Baule-Escoublac | Christophe Sévilla - Simon Cortes - Philippe Quintais  |
| Etape 5 | 08/08/2012 | Pornic             | Dylan Rocher - Bruno Le Boursicaud - Henri Lacroix     |
| Etape 6 | 24/08/2012 | Beaucaire (Gard)   | Bruno Le Boursicaud - Philippe Suchaud - Henri Lacroix |

|   | Équipes | Total | Étape 1 | Étape 2 | Étape 3 | Étape 4 | Étape 5 | Étape 6 |
| - | --- | ----- | ------- | ------- | ------- | ------- | ------- | ------- |
| 1 | Équipe de France Henri Lacroix - Philippe Suchaud - Bruno Le Boursicaud - Dylan Rocher                                  | 41    | 5       | 10      | 3       | 3       | 10      | 10      |
| 2 | Équipe Sévilla Christophe Sévilla - Philippe Quintais - Matthieu Gasparini - Simon Cortes                               | 36    | 10      | 5       | 1       | 10      | 3       | 7       |
| 3 | Équipe Darodes Jérémy Darodes - Zvonko Radnic - Kévin Philipson - Charles Weibel                                        | 31    | 7       | 0       | 10      | 2       | 7       | 5       |
| 4 | Équipe de Madagascar Allain Samson Mandimby - Patrick Ramaminirina - Tiana Laurens Razanadrakoto - Andry Rakotodrainibe | 27    | 2       | 5       | 5       | 7       | 5       | 3       |
| 5 | Équipe Fazzino (wild card) Christian Fazzino - Jean-Marc Foyot - Michel Schatz - Pascal Milei                           | 25    | 3       | 3       | 7       | 5       | 2       | 5       |
| 6 | Équipe Fournié Romain Fournié - Christophe Sarrio - Angy Savin - Kévin Malbec                                           | 23    | 5       | 1       | 5       | 5       | 5       | 2       |
| 7 | Équipe de Monaco Louis Lucchesi - François Ndiaye - Eric Motte - Philippe Perez                                         | 9     | 0       | 7       | 0       | 1       | 1       | 0       |

### Final Four[BI 1]
14/09/2012 à Nogent-sur-Marne
|  | Demi-finales             | Demi-finales             | Demi-finales       | Demi-finales       |                      |                      | Finale | Finale | Finale | Finale |
|  |                          |                          |                    |                    |                      |                      |        |        |        |        |
|  |                          |                          |                    |                    |                      |                      |        |        |        |        |
|  | (1) Équipe de France     | (1) Équipe de France     | 13                 | 13                 |                      |                      |        |        |        |        |
|  | (1) Équipe de France     | (1) Équipe de France     | 13                 | 13                 |                      |                      |        |        |        |        |
|  | (4) Équipe de Madagascar | (4) Équipe de Madagascar | 5                  | 5                  |                      |                      |        |        |        |        |
|  | (4) Équipe de Madagascar | (4) Équipe de Madagascar | 5                  | 5                  | (1) Équipe de France | (1) Équipe de France | 13     | 13     |        |        |
|  |                          |                          |                    |                    | (1) Équipe de France | (1) Équipe de France | 13     | 13     |        |        |
|  |                          |                          | (2) Équipe Sévilla | (2) Équipe Sévilla | 8                    | 8                    |        |        |        |        |
|  | (2) Équipe Sévilla       | (2) Équipe Sévilla       | (2) Équipe Sévilla | (2) Équipe Sévilla | 8                    | 8                    | 13     | 13     |        |        |
|  | (2) Équipe Sévilla       | (2) Équipe Sévilla       |                    |                    |                      |                      |        | 13     |        |        |
|  | (3) Équipe Darodes       | (3) Équipe Darodes       | 7                  | 7                  |                      |                      |        |        |        |        |
|  | (3) Équipe Darodes       | (3) Équipe Darodes       | 7                  | 7                  |                      |                      |        |        |        |        |

## Édition 2013

### Étapes[EI 1]
|         | Date       | Lieu                   | Vainqueurs                                                                |
| ------- | ---------- | ---------------------- | ------------------------------------------------------------------------- |
| Etape 1 | 13/06/2013 | Figeac                 | Philippe Suchaud - Philippe Quintais - Christian Fazzino                  |
| Etape 2 | 27/06/2013 | La Baule-Escoublac     | Heritiana Ralison - Jean-Jacky Randrianandrasana - Christian Andrianiaina |
| Etape 3 | 18/07/2013 | Illkirch-Graffenstaden | Philippe Suchaud - Christian Fazzino - Damien Hureau                      |
| Etape 4 | 22/08/2013 | Autun                  | Kévin Philipson - Kévin Malbec - Angy Savin                               |
| Etape 5 | 28/08/2013 | Beaucaire (Gard)       | Dylan Rocher - Romain Fournié - Christophe Sarrio                         |

|   | Équipes | Total | Étape 1 | Étape 2 | Étape 3 | Étape 4 | Étape 5 |
| - | --- | ----- | ------- | ------- | ------- | ------- | ------- |
| 1 | Équipe Suchaud Philippe Suchaud - Philippe Quintais - Christian Fazzino - Damien Hureau                               | 35    | 10      | 7       | 10      | 5       | 3       |
| 2 | Équipe de Madagascar Christian Andrianiaina - Heritiana Ralison - Anthony Ramamonjisoa - Jean-Jacky Randrianandrasana | 28    | 3       | 10      | 7       | 3       | 5       |
| 3 | Équipe Rocher Dylan Rocher - Bruno Rocher - Romain Fournié - Christophe Sarrio                                        | 25    | 1       | 2       | 5       | 7       | 10      |
| 4 | Équipe Philipson Kévin Philipson - Kévin Malbec - Angy Savin - André Poiret                                           | 25    | 5       | 3       | 2       | 10      | 5       |
| 5 | Équipe de France Jean Feltain - Thierry Grandet - Zvonko Radnic - Jean-Michel Puccinelli                              | 17    | 0       | 5       | 0       | 5       | 7       |
| 6 | Équipe de Monaco Rémy Galleau - Franck Millo - Eric Motté - Fernand Rivière                                           | 13    | 5       | 5       | 1       | 0       | 2       |
| 7 | Équipe Robineau (wild card) Thierry Bezandry - Jean-Marc Foyot - Stéphane Le Bourgeois - Stéphane Robineau            | 9     | 2       | 0       | 5       | 1       | 1       |

### Final Four[YT 1],[CV 1]
06/09/2013 à Monaco
|  | Demi-finales             | Demi-finales             | Demi-finales             | Demi-finales             |                    |                    | Finale | Finale | Finale | Finale |
|  |                          |                          |                          |                          |                    |                    |        |        |        |        |
|  |                          |                          |                          |                          |                    |                    |        |        |        |        |
|  | (1) Équipe Suchaud       | (1) Équipe Suchaud       | 13                       | 13                       |                    |                    |        |        |        |        |
|  | (1) Équipe Suchaud       | (1) Équipe Suchaud       | 13                       | 13                       |                    |                    |        |        |        |        |
|  | (4) Équipe Philipson     | (4) Équipe Philipson     | 4                        | 4                        |                    |                    |        |        |        |        |
|  | (4) Équipe Philipson     | (4) Équipe Philipson     | 4                        | 4                        | (1) Équipe Suchaud | (1) Équipe Suchaud | 13     | 13     |        |        |
|  |                          |                          |                          |                          | (1) Équipe Suchaud | (1) Équipe Suchaud | 13     | 13     |        |        |
|  |                          |                          | (2) Équipe de Madagascar | (2) Équipe de Madagascar | 7                  | 7                  |        |        |        |        |
|  | (2) Équipe de Madagascar | (2) Équipe de Madagascar | (2) Équipe de Madagascar | (2) Équipe de Madagascar | 7                  | 7                  | 13     | 13     |        |        |
|  | (2) Équipe de Madagascar | (2) Équipe de Madagascar |                          |                          |                    |                    |        | 13     |        |        |
|  | (3) Équipe Rocher        | (3) Équipe Rocher        | 8                        | 8                        |                    |                    |        |        |        |        |
|  | (3) Équipe Rocher        | (3) Équipe Rocher        | 8                        | 8                        |                    |                    |        |        |        |        |

## Édition 2014

### Étapes[FB 1]
|         | Date       | Lieu                   | Vainqueurs                                               |
| ------- | ---------- | ---------------------- | -------------------------------------------------------- |
| Etape 1 | 26/06/2014 | Figeac                 | Philippe Suchaud - Christian Fazzino - Damien Hureau     |
| Etape 2 | 18/07/2014 | Aurillac               | Christophe Sarrio - Sébastien Rousseau - Romain Fournié  |
| Etape 3 | 24/07/2014 | Illkirch-Graffenstaden | Philippe Suchaud - Christian Fazzino - Damien Hureau     |
| Etape 4 | 03/08/2014 | Ajaccio                | Philippe Suchaud - Philippe Quintais - Damien Hureau     |
| Etape 5 | 09/08/2014 | Beaucaire (Gard)       | Philippe Suchaud - Philippe Quintais - Christian Fazzino |
| Etape 6 | 28/08/2014 | Autun                  | Dylan Rocher - Stéphane Robineau - Kévin Malbec          |

|   | Équipes | Total | Étape 1 | Étape 2 | Étape 3 | Étape 4 | Étape 5 | Étape 6 |
| - | --- | ----- | ------- | ------- | ------- | ------- | ------- | ------- |
| 1 | Équipe Suchaud Philippe Suchaud - Christian Fazzino - Philippe Quintais - Damien Hureau                                | 48    | 10      | 5       | 10      | 10      | 10      | 3       |
| 2 | Équipe Rocher Dylan Rocher - Jean Feltain - Kévin Malbec - Stéphane Robineau                                           | 32    | 5       | 3       | 5       | 7       | 2       | 10      |
| 3 | Équipe Sarrio Christophe Sarrio - Romain Fournié - Sébastien Rousseau - Jérémy Darodes                                 | 28    | 5       | 10      | 3       | 2       | 1       | 7       |
| 4 | Équipe de Madagascar Zoel Alhenj - Frédéric Rakotoariniaina - Lahatraina Randriamanantany - Fanirisoa Randrianatoandro | 26    | 3       | 5       | 7       | 3       | 3       | 5       |
| 5 | Équipe Radnic (wild card) Zvonko Radnic - Logan Amourette - William Dauphant - Médéric Verzeaux                        | 24    | 2       | 0       | 5       | 5       | 7       | 5       |
| 6 | Équipe Lucien Emmanuel Lucien - Thierry Bezandry - Sébastien Da Cunha - Angy Savin                                     | 22    | 7       | 7       | 0       | 1       | 5       | 2       |
| 7 | Équipe d'Italie Diego Rizzi - Gianni Laigueglia - Maurizio Biancotto - Goffredo Donato                                 | 15    | 1       | 2       | 2       | 5       | 5       | 0       |

### Final Four[B 1]
05/09/2014 à Istres
|  | Demi-finales             | Demi-finales             | Demi-finales      | Demi-finales      |                          |                          | Finale | Finale | Finale | Finale |
|  |                          |                          |                   |                   |                          |                          |        |        |        |        |
|  |                          |                          |                   |                   |                          |                          |        |        |        |        |
|  | (1) Équipe Suchaud       | (1) Équipe Suchaud       | 9                 | 9                 |                          |                          |        |        |        |        |
|  | (1) Équipe Suchaud       | (1) Équipe Suchaud       | 9                 | 9                 |                          |                          |        |        |        |        |
|  | (4) Équipe de Madagascar | (4) Équipe de Madagascar | 13                | 13                |                          |                          |        |        |        |        |
|  | (4) Équipe de Madagascar | (4) Équipe de Madagascar | 13                | 13                | (4) Équipe de Madagascar | (4) Équipe de Madagascar | 13     | 13     |        |        |
|  |                          |                          |                   |                   | (4) Équipe de Madagascar | (4) Équipe de Madagascar | 13     | 13     |        |        |
|  |                          |                          | (3) Équipe Sarrio | (3) Équipe Sarrio | 6                        | 6                        |        |        |        |        |
|  | (2) Équipe Rocher        | (2) Équipe Rocher        | (3) Équipe Sarrio | (3) Équipe Sarrio | 6                        | 6                        | 7      | 7      |        |        |
|  | (2) Équipe Rocher        | (2) Équipe Rocher        |                   |                   |                          |                          |        | 7      |        |        |
|  | (3) Équipe Sarrio        | (3) Équipe Sarrio        | 13                | 13                |                          |                          |        |        |        |        |
|  | (3) Équipe Sarrio        | (3) Équipe Sarrio        | 13                | 13                |                          |                          |        |        |        |        |

## Édition 2015

### Étapes[CV 2]
|         | Date       | Lieu                | Vainqueurs                                                           |
| ------- | ---------- | ------------------- | -------------------------------------------------------------------- |
| Etape 1 | 19/06/2015 | Béziers             | Zoël Alhenj - Lahatra Randriamanantany - Tiana Laurens Razanadrakoto |
| Etape 2 | 03/07/2015 | Soulac-sur-Mer      | Zoël Alhenj - Lahatra Randriamanantany - Tiana Laurens Razanadrakoto |
| Etape 3 | 17/07/2015 | Romans-sur-Isère    | Philippe Quintais - Philippe Suchaud - Emmanuel Lucien               |
| Etape 4 | 23/07/2015 | Castelsarrasin      | Philippe Quintais - Philippe Suchaud - Charles Weibel                |
| Etape 5 | 30/07/2015 | Wissembourg         | Stéphane Robineau - Kévin Malbec - Kévin Philipson                   |
| Etape 6 | 07/08/2015 | Oloron-Sainte-Marie | Philippe Quintais - Philippe Suchaud - Emmanuel Lucien               |
| Etape 7 | 27/08/2015 | Autun               | Logan Amourette - Alban Gambert - Thierry Bézandry                   |

|   | Équipes | Total | Étape 1 | Étape 2 | Étape 3 | Étape 4 | Étape 5 | Étape 6 | Étape 7 |
| - | --- | ----- | ------- | ------- | ------- | ------- | ------- | ------- | ------- |
| 1 | Équipe Quintais (wild card) Philippe Quintais - Philippe Suchaud - Charles Weibel - Emmanuel Lucien               | 44    | 2       | 5       | 10      | 10      | 5       | 10      | 2       |
| 2 | Équipe de Madagascar Zoël Alhenj - Alain Samson Mandimby - Lahatra Randriamanantany - Tiana Laurens Razanadrakoto | 41    | 10      | 10      | 2       | 7       | 5       | 7       | 0       |
| 3 | Équipe Robineau Stéphane Robineau - Jérémy Darodes - Kévin Malbec - Kévin Philipson                               | 31    | 7       | 5       | 2       | 2       | 10      | 0       | 5       |
| 4 | Équipe de France Dylan Rocher - Damien Hureau - Romain Fournié - Thierry Grandet                                  | 29    | 5       | 2       | 7       | 5       | 0       | 5       | 5       |
| 5 | Équipe de Tunisie Tarek Lakili - Khaled Lakhal - Mohamed Khaled Bougriba - Sami Atallah                           | 28    | 5       | 2       | 5       | 2       | 2       | 5       | 7       |
| 6 | Équipe Amourette Logan Amourette - Alban Gambert - Thierry Bezandry - Angy Savin                                  | 24    | 0       | 0       | 0       | 5       | 7       | 2       | 10      |
| 7 | Équipe Sarrio Christophe Sarrio - Denis Olmos - Jean Feltain - Christian Fazzino                                  | 20    | 2       | 7       | 5       | 0       | 2       | 2       | 2       |

### Final Four[B 2]
18/09/2015 à Istres
|  | Demi-finales             | Demi-finales             | Demi-finales             | Demi-finales             |                     |                     | Finale | Finale | Finale | Finale |
|  |                          |                          |                          |                          |                     |                     |        |        |        |        |
|  |                          |                          |                          |                          |                     |                     |        |        |        |        |
|  | (1) Équipe Quintais      | (1) Équipe Quintais      | 13                       | 13                       |                     |                     |        |        |        |        |
|  | (1) Équipe Quintais      | (1) Équipe Quintais      | 13                       | 13                       |                     |                     |        |        |        |        |
|  | (4) Équipe de France     | (4) Équipe de France     | 11                       | 11                       |                     |                     |        |        |        |        |
|  | (4) Équipe de France     | (4) Équipe de France     | 11                       | 11                       | (1) Équipe Quintais | (1) Équipe Quintais | 13     | 13     |        |        |
|  |                          |                          |                          |                          | (1) Équipe Quintais | (1) Équipe Quintais | 13     | 13     |        |        |
|  |                          |                          | (2) Équipe de Madagascar | (2) Équipe de Madagascar | 11                  | 11                  |        |        |        |        |
|  | (2) Équipe de Madagascar | (2) Équipe de Madagascar | (2) Équipe de Madagascar | (2) Équipe de Madagascar | 11                  | 11                  | 13     | 13     |        |        |
|  | (2) Équipe de Madagascar | (2) Équipe de Madagascar |                          |                          |                     |                     |        | 13     |        |        |
|  | (3) Équipe Robineau      | (3) Équipe Robineau      | 9                        | 9                        |                     |                     |        |        |        |        |
|  | (3) Équipe Robineau      | (3) Équipe Robineau      | 9                        | 9                        |                     |                     |        |        |        |        |

## Édition 2016

### Étapes[FB 2]
|         | Date       | Lieu                   | Vainqueurs                                            |
| ------- | ---------- | ---------------------- | ----------------------------------------------------- |
| Etape 1 | 10/06/2016 | Béziers                | Dylan Rocher - Henri Lacroix - Philippe Suchaud       |
| Etape 2 | 15/07/2016 | Romans-sur-Isère       | Stéphane Robineau - Antoine Cano - Christian Fazzino  |
| Etape 3 | 21/07/2016 | Illkirch-Graffenstaden | Dylan Rocher - Bruno Le Boursicaud - Philippe Suchaud |
| Etape 4 | 28/07/2016 | Oloron-Sainte-Marie    | Philippe Quintais - Emmanuel Lucien - Damien Hureau   |
| Etape 5 | 10/08/2016 | Narbonne               | Khaled Lakhal - Diego Rizzi - Charles Weibel          |
| Etape 6 | 16/08/2016 | Fréjus                 | Stéphane Robineau - Antoine Cano - Christian Fazzino  |
| Etape 7 | 25/08/2016 | Dax                    | Dylan Rocher - Henri Lacroix - Bruno Le Boursicaud    |

|   | Équipes | Total | Étape 1 | Étape 2 | Étape 3 | Étape 4 | Étape 5 | Étape 6 | Étape 7 |
| - | --- | ----- | ------- | ------- | ------- | ------- | ------- | ------- | ------- |
| 1 | Équipe de France Dylan Rocher - Henri Lacroix - Bruno Le Boursicaud - Philippe Suchaud                           | 45    | 10      | 5       | 10      | 5       | 0       | 5       | 10      |
| 2 | Équipe Robineau Stéphane Robineau - Christian Fazzino - Antoine Cano - Jean-Philippe Chioni                      | 36    | 5       | 10      | 0       | 7       | 2       | 10      | 2       |
| 3 | Équipe Quintais (wild card) Philippe Quintais - Alban Gambert - Emmanuel Lucien - Damien Hureau                  | 31    | 0       | 2       | 5       | 10      | 2       | 5       | 7       |
| 4 | Équipe Boules Sport 2024 Christian Andriantseheno - Khaled Lakhal - Charles Weibel - Diego Rizzi                 | 29    | 5       | 0       | 2       | 5       | 10      | 7       | 0       |
| 5 | Équipe Fournié Romain Fournié - Christophe Sarrio - Chris Helfrick - Maison Durk                                 | 27    | 2       | 7       | 7       | 2       | 5       | 2       | 2       |
| 6 | Équipe de Madagascar Taratra Rakotoninosy - Carlos Rakotoarivelo - Patrick Ramaminirina - Judickaël Ratianarison | 24    | 2       | 5       | 5       | 2       | 5       | 0       | 5       |
| 7 | Équipe Puccinelli Jean-Michel Puccinelli - Georges Delys - Lahatra Randriamanantany - Frédéric Bauer             | 18    | 7       | 0       | 2       | 0       | 7       | 2       | 0       |

### Final Four[EI 2]
07/09/2016 à Istres
|  | Demi-finales                 | Demi-finales                 | Demi-finales        | Demi-finales        |                      |                      | Finale | Finale | Finale | Finale |
|  |                              |                              |                     |                     |                      |                      |        |        |        |        |
|  |                              |                              |                     |                     |                      |                      |        |        |        |        |
|  | (1) Équipe de France         | (1) Équipe de France         | 13                  | 13                  |                      |                      |        |        |        |        |
|  | (1) Équipe de France         | (1) Équipe de France         | 13                  | 13                  |                      |                      |        |        |        |        |
|  | (4) Équipe Boules Sport 2024 | (4) Équipe Boules Sport 2024 | 7                   | 7                   |                      |                      |        |        |        |        |
|  | (4) Équipe Boules Sport 2024 | (4) Équipe Boules Sport 2024 | 7                   | 7                   | (1) Équipe de France | (1) Équipe de France | 13     | 13     |        |        |
|  |                              |                              |                     |                     | (1) Équipe de France | (1) Équipe de France | 13     | 13     |        |        |
|  |                              |                              | (2) Équipe Robineau | (2) Équipe Robineau | 0                    | 0                    |        |        |        |        |
|  | (2) Équipe Robineau          | (2) Équipe Robineau          | (2) Équipe Robineau | (2) Équipe Robineau | 0                    | 0                    | 13     | 13     |        |        |
|  | (2) Équipe Robineau          | (2) Équipe Robineau          |                     |                     |                      |                      |        | 13     |        |        |
|  | (3) Équipe Quintais          | (3) Équipe Quintais          | 7                   | 7                   |                      |                      |        |        |        |        |
|  | (3) Équipe Quintais          | (3) Équipe Quintais          | 7                   | 7                   |                      |                      |        |        |        |        |

## Édition 2017[MP 3]

### Étapes
|         | Date       | Lieu             | Vainqueurs                                                    |
| ------- | ---------- | ---------------- | ------------------------------------------------------------- |
| Etape 1 | 13/07/2017 | Romans-sur-Isère | Romain Fournié - Michel Hatchadourian - Benji Renaud          |
| Etape 2 | 20/07/2017 | Wissembourg      | Christian Fazzino - Christian Andriantseheno - Charles Weibel |
| Etape 3 | 27/07/2017 | Clermont-Ferrand | Dylan Rocher - Stéphane Robineau - Ludovic Montoro            |
| Etape 4 | 03/08/2017 | Montluçon        | Michel Loy - Philippe Quintais - Philippe Suchaud             |
| Etape 5 | 10/08/2017 | Tignes           | Christian Fazzino - Christian Andriantseheno - Diego Rizzi    |
| Etape 6 | 24/08/2017 | Castelsarrasin   | Dylan Rocher - Henri Lacroix - Stéphane Robineau              |
| Etape 7 | 31/08/2017 | Ruoms            | Damien Hureau - Michel Loy - Philippe Suchaud                 |

|   | Équipes | Total | Étape 1 | Étape 2 | Étape 3 | Étape 4 | Étape 5 | Étape 6 | Étape 7 |
| - | --- | ----- | ------- | ------- | ------- | ------- | ------- | ------- | ------- |
| 1 | Équipe Fazzino (wild card) Christian Fazzino - Christian Andriantseheno - Diego Rizzi - Charles Weibel                                      | 39    | 2       | 10      | 5       | 5       | 10      | 7       | 0       |
| 2 | Équipe Fournié Romain Fournié - Pascal Dionisi - Michel Hatchadourian - Benji Renaud                                                        | 39    | 10      | 0       | 5       | 7       | 7       | 5       | 5       |
| 3 | Équipe de France Damien Hureau - Michel Loy - Philippe Quintais - Philippe Suchaud                                                          | 36    | 2       | 2       | 7       | 10      | 5       | 0       | 10      |
| 4 | Équipe Rocher Dylan Rocher - Henri Lacroix - Ludovic Montoro - Stéphane Robineau                                                            | 33    | 7       | 0       | 10      | 2       | 2       | 10      | 2       |
| 5 | Équipe Gire Bruno Gire - Kévin Malbec - Joseph Molinas - Christophe Sarrio                                                                  | 31    | 5       | 7       | 2       | 5       | 0       | 5       | 7       |
| 6 | Équipe de Madagascar Christian Andrianiaina - Tojolalaina Herizo Rahasintsoa - Hermann Luc Rahaingoson Aina - Herilantosoa Razafimahatratra | 23    | 5       | 5       | 2       | 2       | 2       | 2       | 5       |
| 7 | Équipe du Bénin Marcel Bio - Ronald Botre - Alain Latedjou - Destin Ntsimba Massamouna                                                      | 14    | 0       | 5       | 0       | 0       | 5       | 2       | 2       |

### Final Four
06/09/2017 à Istres
|  | Demi-finales         | Demi-finales         | Demi-finales         | Demi-finales         |                    |                    | Finale | Finale | Finale | Finale |
|  |                      |                      |                      |                      |                    |                    |        |        |        |        |
|  |                      |                      |                      |                      |                    |                    |        |        |        |        |
|  | (1) Équipe Fazzino   | (1) Équipe Fazzino   | 13                   | 13                   |                    |                    |        |        |        |        |
|  | (1) Équipe Fazzino   | (1) Équipe Fazzino   | 13                   | 13                   |                    |                    |        |        |        |        |
|  | (4) Équipe Rocher    | (4) Équipe Rocher    | 12                   | 12                   |                    |                    |        |        |        |        |
|  | (4) Équipe Rocher    | (4) Équipe Rocher    | 12                   | 12                   | (1) Équipe Fazzino | (1) Équipe Fazzino | 13     | 13     |        |        |
|  |                      |                      |                      |                      | (1) Équipe Fazzino | (1) Équipe Fazzino | 13     | 13     |        |        |
|  |                      |                      | (3) Équipe de France | (3) Équipe de France | 4                  | 4                  |        |        |        |        |
|  | (2) Équipe Fournié   | (2) Équipe Fournié   | (3) Équipe de France | (3) Équipe de France | 4                  | 4                  | 1      | 1      |        |        |
|  | (2) Équipe Fournié   | (2) Équipe Fournié   |                      |                      |                    |                    |        | 1      |        |        |
|  | (3) Équipe de France | (3) Équipe de France | 13                   | 13                   |                    |                    |        |        |        |        |
|  | (3) Équipe de France | (3) Équipe de France | 13                   | 13                   |                    |                    |        |        |        |        |

## Édition 2018[MP 3]

### Étapes
|         | Date       | Lieu                   | Vainqueurs                                                       |
| ------- | ---------- | ---------------------- | ---------------------------------------------------------------- |
| Etape 1 | 07/06/2018 | Châteaurenard          | Philippe Quintais - Philippe Suchaud - Dylan Rocher              |
| Etape 2 | 28/06/2018 | Le Puy-en-Velay        | Christophe Sarrio - Christian Andriantseheno - Christian Fazzino |
| Etape 3 | 12/07/2018 | Romans-sur-Isère       | Antoine Cano - Kévin Malbec - Joseph Molinas                     |
| Etape 4 | 19/07/2018 | Illkirch-Graffenstaden | Ludovic Montoro - Maison Durk - Jean-Michel Puccinelli           |
| Etape 5 | 26/07/2018 | Clermont-Ferrand       | Ludovic Montoro - Maison Durk - Jean-Michel Puccinelli           |
| Etape 6 | 23/08/2018 | Limoux                 | Henri Lacroix - Philippe Quintais - Philippe Suchaud             |
| Etape 7 | 30/08/2018 | Nevers                 | Henri Lacroix - Philippe Suchaud - Dylan Rocher                  |

|   | Équipes | Total | Étape 1 | Étape 2 | Étape 3 | Étape 4 | Étape 5 | Étape 6 | Étape 7 |
| - | --- | ----- | ------- | ------- | ------- | ------- | ------- | ------- | ------- |
| 1 | Équipe Sarrio Christophe Sarrio - Christian Andriantseheno - Christian Fazzino - Damien Hureau                          | 41    | 7       | 10      | 5       | 5       | 7       | 5       | 2       |
| 2 | Équipe de France Henri Lacroix - Philippe Quintais - Philippe Suchaud - Dylan Rocher                                    | 37    | 10      | 5       | 2       | 0       | 0       | 10      | 10      |
| 3 | Équipe Montoro Ludovic Montoro - Maison Durk - Jean-Michel Puccinelli - Michel Hatchadourian                            | 32    | 2       | 0       | 0       | 10      | 10      | 5       | 5       |
| 4 | Équipe de Madagascar Allain-Samson Mandimby - Lahatra Randriamanantany - Tiana Laurens Razanadrakoto - Tita Razakarisoa | 31    | 0       | 7       | 7       | 5       | 5       | 2       | 5       |
| 5 | Équipe Robineau Stéphane Robineau - Antoine Cano - Kévin Malbec - Joseph Molinas                                        | 30    | 5       | 2       | 10      | 2       | 2       | 2       | 7       |
| 6 | Équipe Loy (wild card) Michel Loy - Sébastien Da Cunha - David Debard - Kévin Philipson                                 | 26    | 2       | 5       | 5       | 0       | 5       | 7       | 2       |
| 7 | Équipe internationale Khaled Lakhal - David Ledantec - Diego Rizzi - Charles Weibel                                     | 16    | 5       | 0       | 2       | 7       | 2       | 0       | 0       |

### Final Four[SM 1]
04/09/2018 à Istres
|  | Demi-finales             | Demi-finales             | Demi-finales       | Demi-finales       |                          |                          | Finale | Finale | Finale | Finale |
|  |                          |                          |                    |                    |                          |                          |        |        |        |        |
|  |                          |                          |                    |                    |                          |                          |        |        |        |        |
|  | (1) Équipe Sarrio        | (1) Équipe Sarrio        | 3                  | 3                  |                          |                          |        |        |        |        |
|  | (1) Équipe Sarrio        | (1) Équipe Sarrio        | 3                  | 3                  |                          |                          |        |        |        |        |
|  | (4) Équipe de Madagascar | (4) Équipe de Madagascar | 13                 | 13                 |                          |                          |        |        |        |        |
|  | (4) Équipe de Madagascar | (4) Équipe de Madagascar | 13                 | 13                 | (4) Équipe de Madagascar | (4) Équipe de Madagascar | 5      | 5      |        |        |
|  |                          |                          |                    |                    | (4) Équipe de Madagascar | (4) Équipe de Madagascar | 5      | 5      |        |        |
|  |                          |                          | (3) Équipe Montoro | (3) Équipe Montoro | 13                       | 13                       |        |        |        |        |
|  | (2) Équipe de France     | (2) Équipe de France     | (3) Équipe Montoro | (3) Équipe Montoro | 13                       | 13                       | 9      | 9      |        |        |
|  | (2) Équipe de France     | (2) Équipe de France     |                    |                    |                          |                          |        | 9      |        |        |
|  | (3) Équipe Montoro       | (3) Équipe Montoro       | 13                 | 13                 |                          |                          |        |        |        |        |
|  | (3) Équipe Montoro       | (3) Équipe Montoro       | 13                 | 13                 |                          |                          |        |        |        |        |

## Édition 2019[LP 1]

### Étapes
|         | Date       | Lieu             | Vainqueurs                                              |
| ------- | ---------- | ---------------- | ------------------------------------------------------- |
| Etape 1 | 06/06/2019 | Nevers           | Ludovic Montoro - Stéphane Robineau - Christophe Sarrio |
| Etape 2 | 20/06/2019 | Châteaurenard    | Dylan Rocher - Philippe Quintais - Philippe Suchaud     |
| Etape 3 | 04/07/2019 | Agen             | Dylan Rocher - Philippe Suchaud - Emmanuel Lucien       |
| Etape 4 | 18/07/2019 | Romans-sur-Isère | Stéphane Robineau - Christophe Sarrio - Mickaël Bonetto |
| Etape 5 | 25/07/2019 | Clermont-Ferrand | Christian Fazzino - David Doerr - Jérémy Darodes        |
| Etape 6 | 01/08/2019 | Cluses           | Dylan Rocher - Philippe Quintais - Emmanuel Lucien      |
| Etape 7 | 08/08/2019 | Montluçon        | Matthieu Gasparini - Damien Hureau - Alexandre Mallet   |

|   | Équipes                                                                                       | Total | Étape 1 | Étape 2 | Étape 3 | Étape 4 | Étape 5 | Étape 6 | Étape 7 |
| - | --------------------------------------------------------------------------------------------- | ----- | ------- | ------- | ------- | ------- | ------- | ------- | ------- |
| 1 | Équipe Rocher Dylan Rocher - Philippe Quintais - Philippe Suchaud - Emmanuel Lucien           | 45    | 0       | 10      | 10      | 5       | 5       | 10      | 5       |
| 2 | Équipe de France Ludovic Montoro - Stéphane Robineau - Chistophe Sarrio - Mickaël Bonetto     | 44    | 10      | 5       | 5       | 10      | 7       | 5       | 2       |
| 3 | Équipe du Maroc Abdessamad El Mankari - Hicham Boulassal - Hodayfa Bouchgour - Mohamed Ajouad | 31    | 5       | 7       | 2       | 2       | 5       | 5       | 5       |
| 4 | Équipe Puccinelli Jean-Michel Puccinelli - Maison Durk - Patrick Hervo - Jessy Feltain        | 27    | 7       | 2       | 0       | 7       | 2       | 2       | 7       |
| 5 | Équipe d'Italie Diego Rizzi - Alessio Cocciolo - Fabio Dutto - Saverio Amormino               | 26    | 5       | 5       | 7       | 0       | 0       | 7       | 2       |
| 6 | Équipe Gasparini Matthieu Gasparini - Damien Hureau - Alexandre Mallet - Julien Lamour        | 23    | 2       | 2       | 2       | 5       | 2       | 0       | 10      |
| 7 | Équipe Fazzino (wild card) Christian Fazzino - Joseph Molinas - David Doerr - Jérémy Darodes  | 19    | 2       | 0       | 5       | 0       | 10      | 2       | 0       |

### Final Four[BI 2]
03/09/2019 à Marseille
|  | Demi-finales          | Demi-finales          | Demi-finales         | Demi-finales         |                   |                   | Finale | Finale | Finale | Finale |
|  |                       |                       |                      |                      |                   |                   |        |        |        |        |
|  |                       |                       |                      |                      |                   |                   |        |        |        |        |
|  | (1) Équipe Rocher     | (1) Équipe Rocher     | 13                   | 13                   |                   |                   |        |        |        |        |
|  | (1) Équipe Rocher     | (1) Équipe Rocher     | 13                   | 13                   |                   |                   |        |        |        |        |
|  | (4) Équipe Puccinelli | (4) Équipe Puccinelli | 3                    | 3                    |                   |                   |        |        |        |        |
|  | (4) Équipe Puccinelli | (4) Équipe Puccinelli | 3                    | 3                    | (1) Équipe Rocher | (1) Équipe Rocher | 5      | 5      |        |        |
|  |                       |                       |                      |                      | (1) Équipe Rocher | (1) Équipe Rocher | 5      | 5      |        |        |
|  |                       |                       | (2) Équipe de France | (2) Équipe de France | 13                | 13                |        |        |        |        |
|  | (2) Équipe de France  | (2) Équipe de France  | (2) Équipe de France | (2) Équipe de France | 13                | 13                | 13     | 13     |        |        |
|  | (2) Équipe de France  | (2) Équipe de France  |                      |                      |                   |                   |        | 13     |        |        |
|  | (3) Équipe du Maroc   | (3) Équipe du Maroc   | 11                   | 11                   |                   |                   |        |        |        |        |
|  | (3) Équipe du Maroc   | (3) Équipe du Maroc   | 11                   | 11                   |                   |                   |        |        |        |        |

## Édition 2020
L'édition 2020 est annulée le 25 juin 2020 en raison de la crise sanitaire liée au Covid-19.

## Édition 2021

### Étapes
|         | Date       | Lieu                 | Vainqueurs                                           |
| ------- | ---------- | -------------------- | ---------------------------------------------------- |
| Etape 1 | 01/07/2021 | Saint-Tropez         | Dylan Rocher - Philippe Suchaud - Stéphane Robineau  |
| Etape 2 | 22/07/2021 | Montluçon            | Ludovic Montoro - Kévin Malbec - Christophe Sarrio   |
| Etape 3 | 29/07/2021 | Thaon-les-Vosges     | Dylan Rocher - Philippe Quintais - Stéphane Robineau |
| Etape 4 | 12/08/2021 | Six-Fours-les-Plages | Diego Rizzi - Andrea Chiapello - Florian Cometto     |
| Etape 5 | 19/08/2021 | Trévoux              | Ludovic Montoro - Christophe Sarrio - Kévin Malbec   |
| Etape 6 | 26/08/2021 | Nevers               | Mickaël Bonetto - David Riviera - Christian Fazzino  |
| Etape 7 | 01/09/2012 | Romans-sur-Isère     | Diego Rizzi - Alessio Cocciolo - Florian Cometto     |

|   | Équipes | Total | Étape 1 | Étape 2 | Étape 3, | Étape 4, | Étape 5 | Étape 6 | Étape 7 |
| - | --- | ----- | ------- | ------- | -------- | -------- | ------- | ------- | ------- |
| 1 | Équipe d'Italie Diego Rizzi - Andrea Chiapello - Alessio Cocciolo - Florian Cometto                                                            | 42    | 5       | 5       | 7        | 10       | 5       | 0       | 10      |
| 2 | Équipe Montoro (wild card) Ludovic Montoro - Bruno Le Boursicaud - Kévin Malbec - Christophe Sarrio                                            | 37    | 0       | 10      | 5        | 0        | 10      | 7       | 5       |
| 3 | Équipe Rocher Dylan Rocher - Philippe Quintais - Stéphane Robineau - Philippe Suchaud                                                          | 36    | 10      | 7       | 10       | 2        | 2       | 5       | 0       |
| 4 | Équipe Fazzino Christian Fazzino - Mickaël Bonetto - Jérémy Fernandez - David Riviera                                                          | 27    | 5       | 0       | 0        | 0        | 7       | 10      | 5       |
| 5 | Équipe Durk Maison Durk - Jean Feltain - Michel Hatchadourian - Jean-Michel Puccinelli                                                         | 25    | 2       | 2       | 5        | 5        | 2       | 2       | 7       |
| 6 | Équipe Lacroix Henri Lacroix - David Doerr - Jean-Claude Jouffre - Kévin Philipson                                                             | 18    | 0       | 0       | 2        | 7        | 5       | 2       | 2       |
| 7 | Équipe d'Espagne Francisco Javier Cardenas Villaverde - Alejandro Cardenas Villaverde - Jose David Fernandez Lillo - Josep Lluis Guasch Orozco | 13    | 2       | 2       | 0        | 2        | 0       | 5       | 2       |

### Final Four
09/09/2021 à Saintes-Maries-de-la-Mer
|  | Demi-finales        | Demi-finales        | Demi-finales       | Demi-finales       |                    |                    | Finale | Finale | Finale | Finale |
|  |                     |                     |                    |                    |                    |                    |        |        |        |        |
|  |                     |                     |                    |                    |                    |                    |        |        |        |        |
|  | (1) Équipe d'Italie | (1) Équipe d'Italie | 7                  | 7                  |                    |                    |        |        |        |        |
|  | (1) Équipe d'Italie | (1) Équipe d'Italie | 7                  | 7                  |                    |                    |        |        |        |        |
|  | (4) Équipe Fazzino  | (4) Équipe Fazzino  | 13                 | 13                 |                    |                    |        |        |        |        |
|  | (4) Équipe Fazzino  | (4) Équipe Fazzino  | 13                 | 13                 | (4) Équipe Fazzino | (4) Équipe Fazzino | 13     | 13     |        |        |
|  |                     |                     |                    |                    | (4) Équipe Fazzino | (4) Équipe Fazzino | 13     | 13     |        |        |
|  |                     |                     | (2) Équipe Montoro | (2) Équipe Montoro | 12                 | 12                 |        |        |        |        |
|  | (2) Équipe Montoro  | (2) Équipe Montoro  | (2) Équipe Montoro | (2) Équipe Montoro | 12                 | 12                 | 13     | 13     |        |        |
|  | (2) Équipe Montoro  | (2) Équipe Montoro  |                    |                    |                    |                    |        | 13     |        |        |
|  | (3) Équipe Rocher   | (3) Équipe Rocher   | 10                 | 10                 |                    |                    |        |        |        |        |
|  | (3) Équipe Rocher   | (3) Équipe Rocher   | 10                 | 10                 |                    |                    |        |        |        |        |

## Édition 2022

### Étapes
|         | Date       | Lieu                      | Vainqueurs                                                |
| ------- | ---------- | ------------------------- | --------------------------------------------------------- |
| Etape 1 | 16/06/2022 | Saintes-Maries-de-la-Mer  | Diego Rizzi - Andrea Chiapello - Alessio Cocciolo         |
| Etape 2 | 23/06/2022 | Saint-Tropez              | Diego Rizzi - Alessio Cocciolo - Florian Cometto          |
| Etape 3 | 30/06/2022 | Saint-Gilles-Croix-de-Vie | Philippe Quintais - Philippe Suchaud - Damien Hureau      |
| Etape 4 | 21/07/2022 | Thaon-les-Vosges          | Christophe Sarrio - Kévin Malbec - Jean-Michel Puccinelli |
| Etape 5 | 28/07/2022 | Six-Fours-les-Plages      | Mickaël Bonetto - David Riviera - Pierre Lucchesi         |
| Etape 6 | 18/08/2022 | Trévoux                   | Dylan Rocher - Henri Lacroix - Simon Cortes               |
| Etape 7 | 25/08/2022 | Nevers                    | Pierre Lucchesi - Jean Feltain - Mickaël Bonetto          |

|   | Équipes | Total | Étape 1 | Étape 2 | Étape 3 | Étape 4 | Étape 5 | Étape 6 | Étape 7 |
| - | --- | ----- | ------- | ------- | ------- | ------- | ------- | ------- | ------- |
| 1 | Équipe Rocher Dylan Rocher - Stéphane Robineau - Henri Lacroix - Simon Cortes                                     | 41    | 5       | 5       | 7       | 7       | 0       | 10      | 7       |
| 2 | Équipe Bonetto (wild card) Mickaël Bonetto - David Riviera - Jean Feltain - Pierre Lucchesi                       | 40    | 0       | 5       | 5       | 5       | 10      | 5       | 10      |
| 3 | Équipe d'Italie Diego Rizzi - Alessio Cocciolo - Florian Cometto - Andrea Chiapello                               | 38    | 10      | 10      | 2       | 2       | 5       | 7       | 2       |
| 4 | Équipe Montoro Ludovic Montoro - Christophe Sarrio - Kévin Malbec - Jean-Michel Puccinelli                        | 31    | 5       | 7       | 0       | 10      | 2       | 2       | 5       |
| 5 | Équipe Quintais Philippe Quintais - Philippe Suchaud - Emmanuel Lucien - Damien Hureau                            | 24    | 7       | 0       | 10      | 5       | 2       | 5       | 0       |
| 6 | Équipe d'Espagne Javier Cardenas - Alejandro Cardenas - Jésus Escacho Alarcon - Jesus Martin Perez                | 22    | 2       | 2       | 2       | 2       | 7       | 2       | 5       |
| 7 | Équipe Andriantseheno Christian Andriantseheno - Frédéric Bauer - Lahatra Randriamanantany - Fabrice Uytterhoeven | 16    | 2       | 2       | 5       | 0       | 5       | 0       | 2       |

### Final Four
31/08/2022 à Romans-sur-Isère
|  | Demi-finales        | Demi-finales        | Demi-finales        | Demi-finales        |                   |                   | Finale | Finale | Finale | Finale |
|  |                     |                     |                     |                     |                   |                   |        |        |        |        |
|  |                     |                     |                     |                     |                   |                   |        |        |        |        |
|  | (1) Équipe Rocher   | (1) Équipe Rocher   | 13                  | 13                  |                   |                   |        |        |        |        |
|  | (1) Équipe Rocher   | (1) Équipe Rocher   | 13                  | 13                  |                   |                   |        |        |        |        |
|  | (4) Équipe Montoro  | (4) Équipe Montoro  | 7                   | 7                   |                   |                   |        |        |        |        |
|  | (4) Équipe Montoro  | (4) Équipe Montoro  | 7                   | 7                   | (1) Équipe Rocher | (1) Équipe Rocher | 3      | 3      |        |        |
|  |                     |                     |                     |                     | (1) Équipe Rocher | (1) Équipe Rocher | 3      | 3      |        |        |
|  |                     |                     | (3) Équipe d'Italie | (3) Équipe d'Italie | 13                | 13                |        |        |        |        |
|  | (2) Équipe Bonetto  | (2) Équipe Bonetto  | (3) Équipe d'Italie | (3) Équipe d'Italie | 13                | 13                | 10     | 10     |        |        |
|  | (2) Équipe Bonetto  | (2) Équipe Bonetto  |                     |                     |                   |                   |        | 10     |        |        |
|  | (3) Équipe d'Italie | (3) Équipe d'Italie | 13                  | 13                  |                   |                   |        |        |        |        |
|  | (3) Équipe d'Italie | (3) Équipe d'Italie | 13                  | 13                  |                   |                   |        |        |        |        |

## Édition 2023

### Étapes
|         | Date       | Lieu                      | Vainqueurs |
| ------- | ---------- | ------------------------- | ---------- |
| Etape 1 | 22/06/2023 | Sin-le-Noble              |            |
| Etape 2 | 29/06/2023 | Saint-Gilles-Croix-de-Vie |            |
| Etape 3 | 13/07/2023 | Thaon-les-Vosges          |            |
| Etape 4 | 20/07/2023 | Cluses                    |            |
| Etape 5 | 27/07/2023 | Six-Fours-les-Plages      |            |
| Etape 6 | 24/08/2023 | Nevers                    |            |
| Etape 7 | 30/08/2023 | Romans-sur-Isère          |            |

|   | Équipes | Total | Étape 1 | Étape 2 | Étape 3 | Étape 4 | Étape 5 | Étape 6 | Étape 7 |
| - | ------- | ----- | ------- | ------- | ------- | ------- | ------- | ------- | ------- |
| 1 | Équipe  |       |         |         |         |         |         |         |         |
| 2 | Équipe  |       |         |         |         |         |         |         |         |
| 3 | Équipe  |       |         |         |         |         |         |         |         |
| 4 | Équipe  |       |         |         |         |         |         |         |         |
| 5 | Équipe  |       |         |         |         |         |         |         |         |
| 6 | Équipe  |       |         |         |         |         |         |         |         |
| 7 | Équipe  |       |         |         |         |         |         |         |         |

### Final Four
03 et 04/09/2023 à Lunel

## Édition 2024

### Étapes
|         | Date       | Lieu                      | Vainqueurs                                   |
| ------- | ---------- | ------------------------- | -------------------------------------------- |
| Etape 1 | 27/06/2024 | Saint-Gilles-Croix-de-Vie | Moïse Helfrick - Maison Durk - Pierre Maurel |
| Etape 2 | 22/08/2024 | Nevers                    |                                              |
| Etape 3 | 28/08/2024 | Romans-sur-Isère          |                                              |

|   | Équipes | Total | Étape 1 | Étape 2 | Étape 3 |
| - | --- | ----- | ------- | ------- | ------- |
| 1 | Équipe Helfrick Moïse Helfrick - Maison Durk - Pierre Maurel - Lucas Desport                                                                          | 13    | 13      |         |         |
| 2 | Équipe de France 2 Dylan Rocher - Henri Lacroix - Jean Feltain - David Doerr                                                                          | 9     | 9       |         |         |
| 3 | Équipe de Madagascar Andriamahazo Haja Rafanomezantsoa - Jean-Michel Andrianjaka - Faralahy Urbain Joseph Ramanantiary - Herilantosoa Razafimahatratr | 8     | 8       |         |         |
| 4 | Équipe Rizzi (wild card) Diego Rizzi - Alessio Cocciolo - Philippe Quintais - Damien Hureau                                                           | 7     | 7       |         |         |
| 5 | Équipe Rousseau Sébastien Rousseau - Alexandre Mallet - Tyson Molinas - Wilfrid Rakoniewski                                                           | 2     | 2       |         |         |
| 6 | Équipe Andriantseheno Christian Andriantseheno - Donovan Lamberger - Magny Baldwyn - Clément Bousquet                                                 | 2     | 2       |         |         |
| 7 | Équipe de France 1 Stéphane Robineau - Philippe Suchaud - Mickaël Bonetto - Christophe Sarrio                                                         | 0     | 0       |         |         |

### Final Four
09/09/2024 à Saintes-Maries-de-la-Mer